# Wurster Nordseeküste
Wurster Nordseeküste is een Duitse gemeente, die door gemeentelijke herindeling is ontstaan op 1 januari 2015. De gemeente ligt in de deelstaat Nedersaksen. 
De gemeente telt volgens de meest recente statistiek 17.101 inwoners.

## Indeling

Plaatsen binnen de gemeente Wurster Nordseeküste; Dorum is rood gemarkeerd.
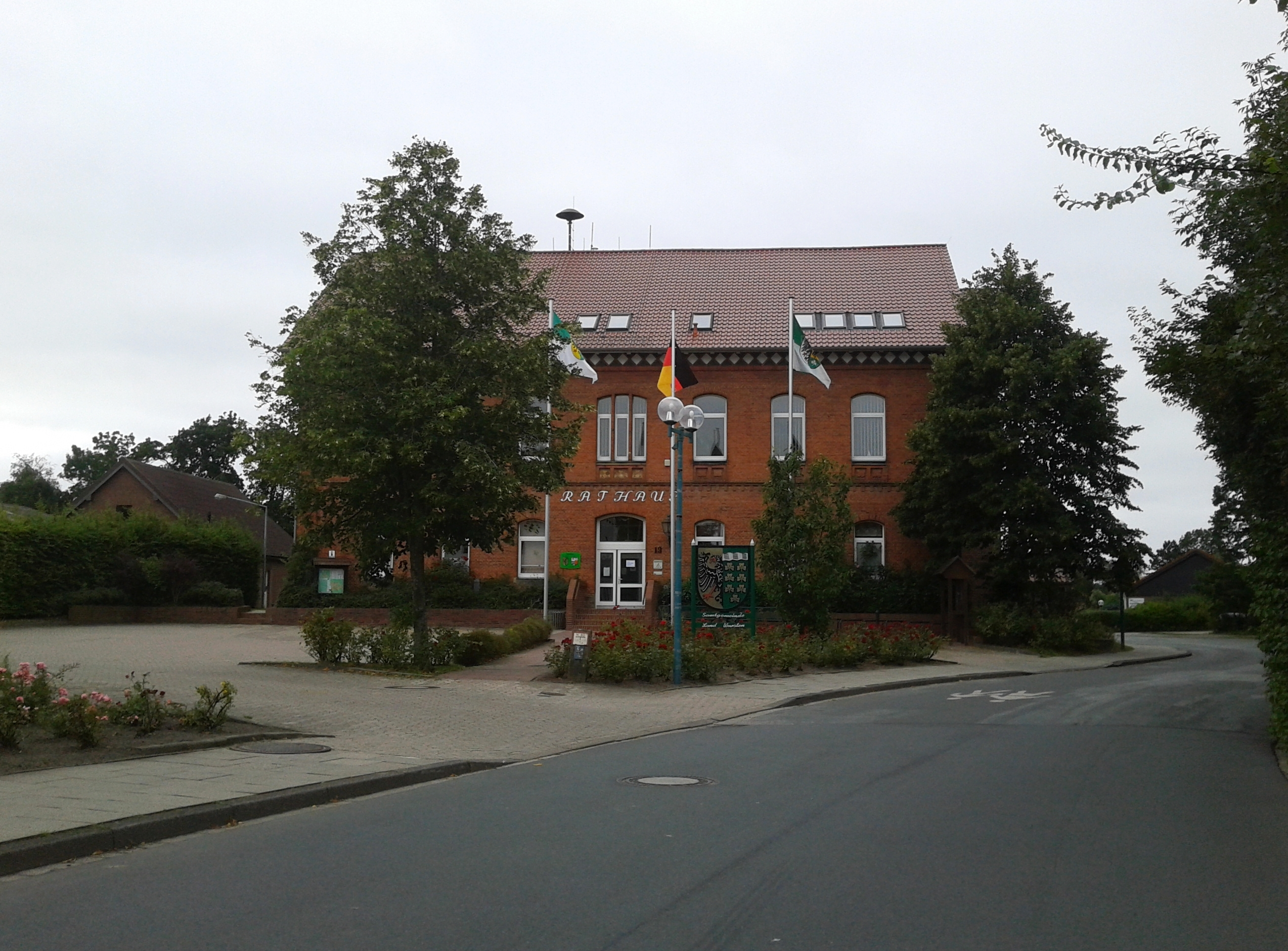
Gemeentehuis Dorum

De gemeente omvat de volgende acht officiële Ortsteile, ongeveer van noord naar zuid, zie plattegrondje:
- 1.Nordholz, waar een dependance van het gemeentehuis staat, met:
  - Deichsende
  - Scharnstedt
  - Spieka
  - Spieka-Neufeld
  - Wanhöden
  - Wursterheide
- 2.Cappel, met:
  - Cappel-Neufeld
- 3.Midlum, met:
  - Kransburg
- 4.Padingbüttel met:
  - Altendeich
  - Rotthausen
- 5.Dorum, waar het gemeentehuis staat, met:
  - Dorum-Neufeld
- 6.Misselwarden met:
  - Niederstrich
  - Oberstrich
- 7.Mulsum met:
  - Lewing
  - Wierde
- 8.Wremen, met:
  - Hofe
  - Hülsing
  - Rintzeln
  - Schottwarden.

## Bijzonderheden inzake diverseOrtsteile
- Cappel: aantal inwoners:[2]705.
  - Cappel-Neufeld: een kleine badplaats met een haventje, en met campings, aan zee
- Midlum: aantal inwoners: 1.681. Ten dele gelegen in het Hohensteinsforst, een bos dat ten dele natuurreservaat is. Van 1219-1282 stond hier een klooster. Vóór 1700 komt het dorp op landkaarten e.d. ook voor onder de naam Milsum.
  - Kransburg: de plaatsnaam is van de kraanvogel afgeleid. Gelegen ten zuiden van Midlum. In de Tweede Wereldoorlog hebben de Duitsers in de omgeving van Kransburg een nep-vliegveld (Scheinflugplatz) aangelegd. Enige malen zijn de Geallieerden erin getrapt, waardoor een voor het echte militaire vliegveld, enige kilometers verderop, bedoeld luchtbombardement geen schade van betekenis veroorzaakte. Het huidige Kransburg is een gehucht, dat voornamelijk uit een meertje met daaromheen een vakantiehuisjespark bestaat.
- Padingbüttel: aantal inwoners: 485; oudste schriftelijke vermelding in 1365.
- Dorum: aantal inwoners: 3.588; oudste schriftelijke vermelding in 1312. Reeds in de 11e eeuw bestond hier de winterdijk Niederstrich. In juli 1757 werd het dorp door een grote brand nagenoeg geheel verwoest.
  - Dorum-Neufeld:  7 km ten westen van Dorum zelf; Het in het langgerekte, smalle poldergebied Neufeld gelegen Dorum-Neufeld is een badplaats met campings, veel vakantiehuisjes, wellnessvoorzieningen zoals een golfslagbad, een zwavelhoudend Heilbad, en een jachthaven. Het ligt aan de Waddenzee.
- Misselwarden: aantal inwoners: 426. De Catharinakerk in het dorp is bezienswaardig, met name vanwege 17e-eeuwse wandschilderingen. Het oudste gedeelte van het godshuis is romaans en dateert van het eind van de 13e eeuw. Wijd en zijd beroemd is de kerkklok van deze kerk, die gegoten werd in 1459 en Gloriosa wordt genoemd.
- Mulsum: aantal inwoners: 543. In de Mariakerk bevindt zich een retabel uit omstreeks 1430.
- Nordholz: aantal inwoners: 7.248, inclusief de zeker 6 onderhorige plaatsjes; het grootste (6.511 hectare), volkrijkste en belangrijkste Ortsteil van Wurster Nordseeküste, grenzend aan Cuxhaven. Hier bevinden zich o.a. het vliegveld en het luchtvaartmuseum.
  - Spieka: hieronder ressorteren Cappel-Neufeld en Spieka-Neufeld, twee havenplaatsjes aan de Waddenzee met enige visserij en toerisme.
  - Wanhöden: aantal inwoners: 380; oudste vermelding in 1509; ten oosten van de A 27, in het bosrijke gebied Hohe Lieth gelegen, in het uiterste noordoosten van de gemeente. In de buurt van Wanhöden liggen de onder Geschiedenis vermelde hunebedden.
- Wremen: aantal inwoners: 1.944; locatie van de archeologische site Feddersen-wierde; oudste vermelding van Wremen in 1304; van 1905 tot 1946 was er een eenheid van de Kriegsmarine gestationeerd, die over vier grote houwitsers (28 cm. geschut) beschikte.

## Geografie
De gemeente Wurster Nordseeküste ligt in het noorden van Nedersaksen, ten noorden van de monding van de Wezer in de Noordzee, eigenlijk de Waddenzee.  Bremerhaven ligt ongeveer 19 kilometer ten zuiden van de gemeente. 
Het grootste gedeelte van de gemeente is overwegend laag polderland, beschermd door een hoge zeedijk. Ten westen van deze dijk bevinden zich kwelders met hoge natuurwaarde. Dit gebied maakt deel uit van het Nationaal Park Nedersaksische Waddenzee.
In het uiterste noordoosten ligt binnen de gemeente, bij Nordholz en Midlum, een klein stuk  hogere grond (geestgrond). Dit is een lage, ten dele beboste, heuvelrug, die een eindmorene uit de voorlaatste ijstijd (Saalien) is, en geologisch en landschappelijk wat op de Hondsrug in de Nederlandse provincie Drenthe lijkt. Deze heuvelrug heet Hohe Lieth of Wurster Heide en strekt zich van noord naar zuid uit van Altenwalde, gem. Cuxhaven, tot bij Sievern (gem. Geestland), dat niet ver van Bremerhaven ligt. 

### Aangrenzende gemeentes en gebieden
- In het westen: de Waddenzee
- In het noorden: Cuxhaven
- In het oosten: Wanna (Samtgemeinde Land Hadeln)
- In het zuidoosten en zuiden: Geestland

### Verkeer

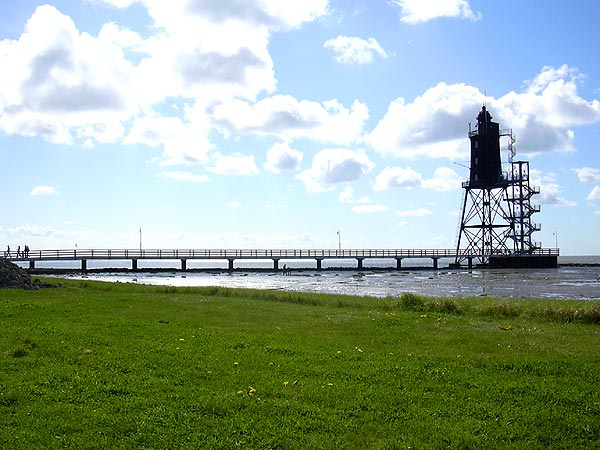
Vuurtoren van Dorum-Neufeld
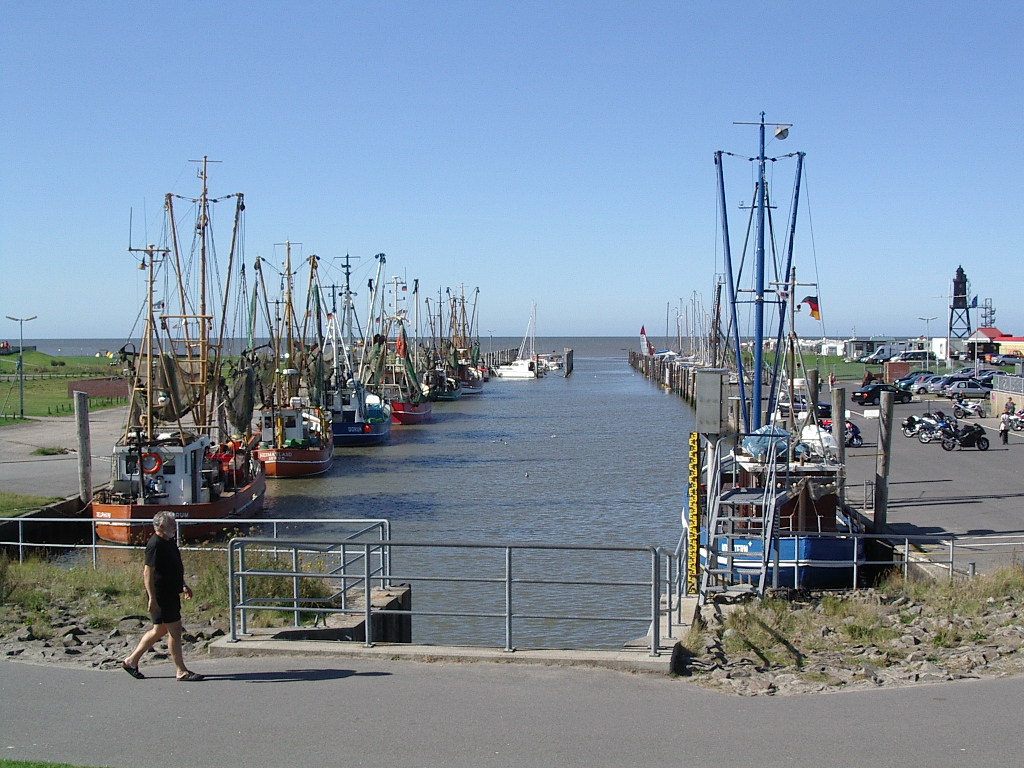
Viskotters in de haven van Dorum-Neufeld
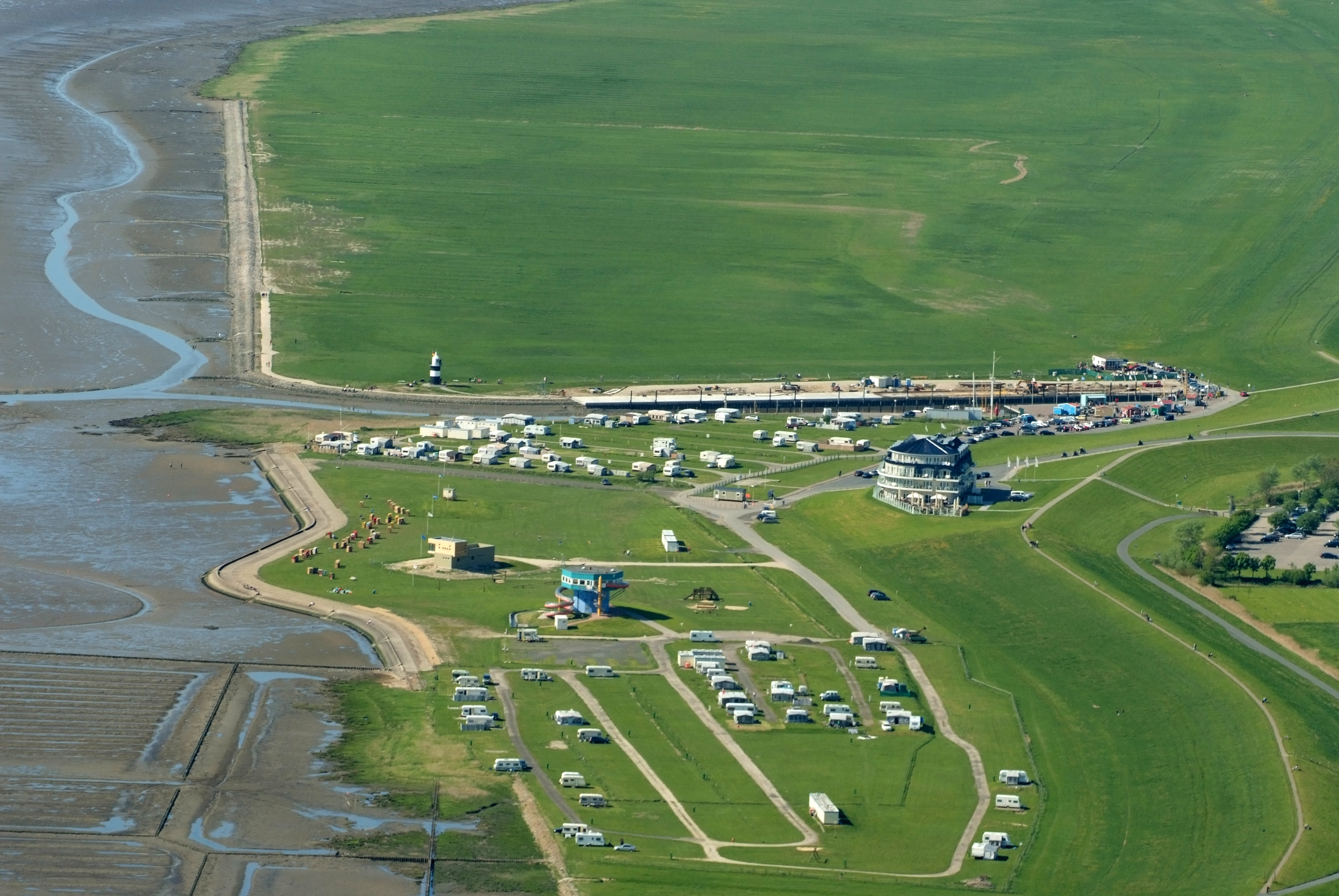
Camping en vissershaventje van Wremen
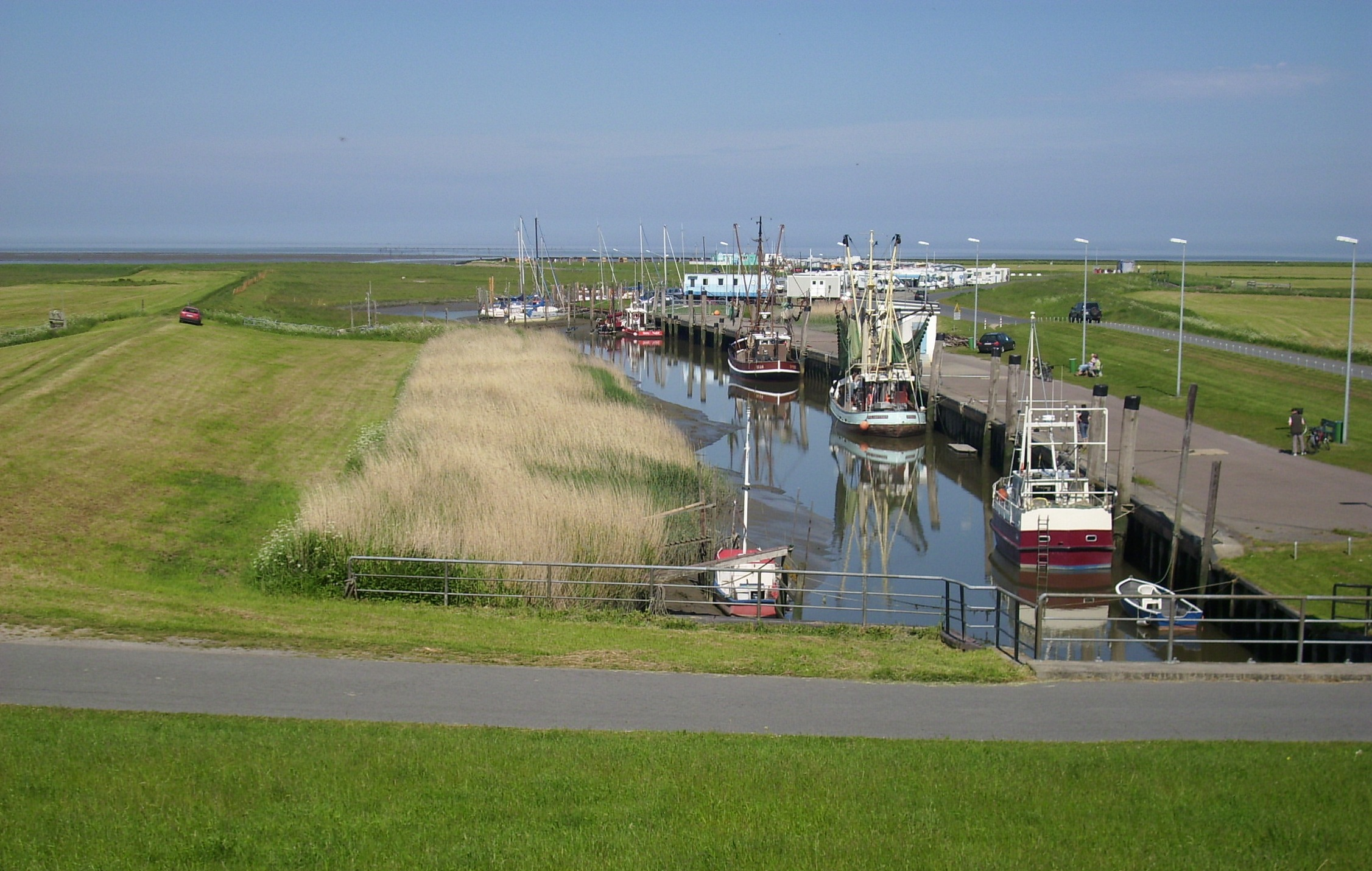
Haventje van Spieka-Neufeld
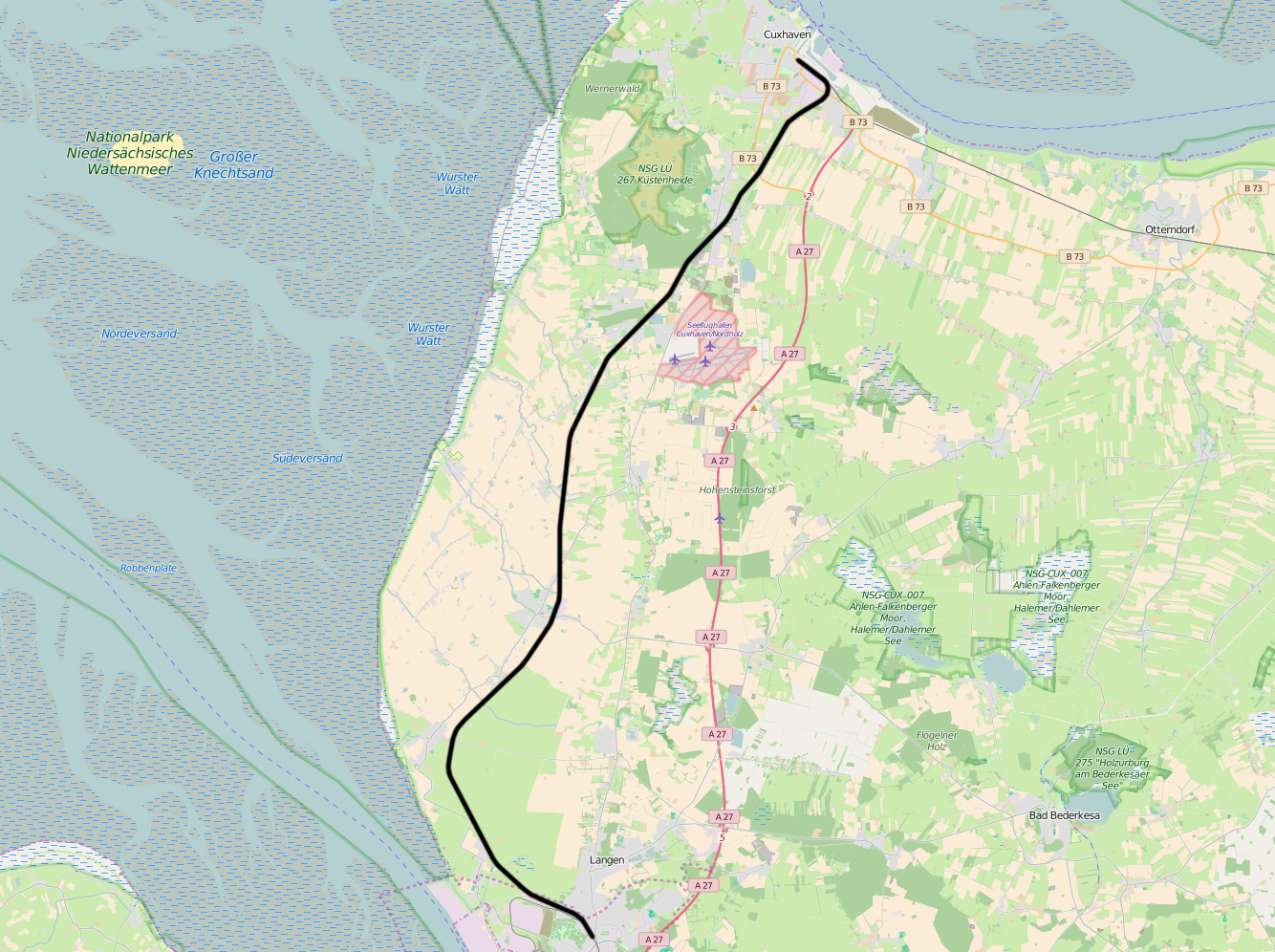
Traject spoorlijn Bremerhaven - Cuxhaven
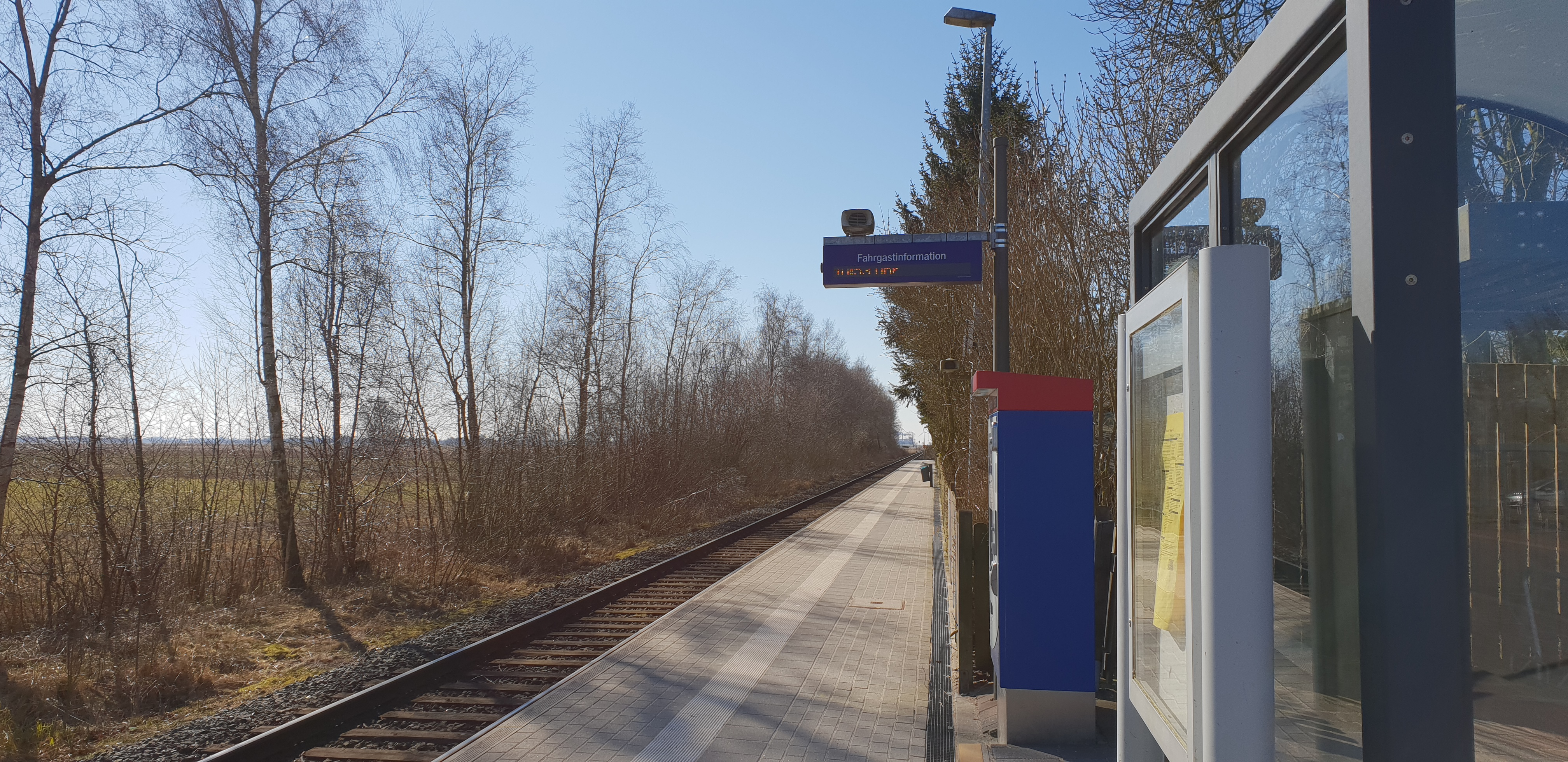
Het stationnetje van Wremen
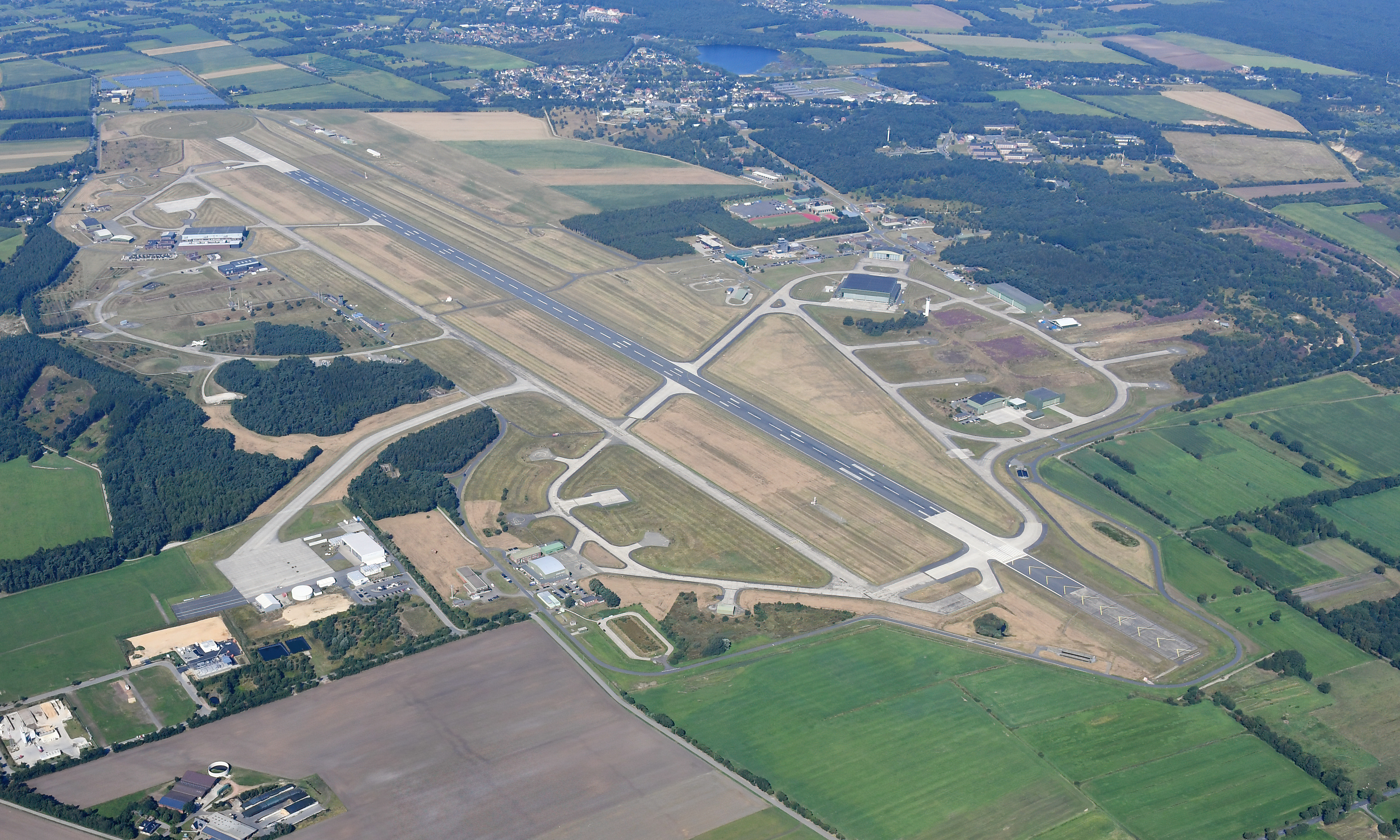
Militair vliegveld bij Nordholz
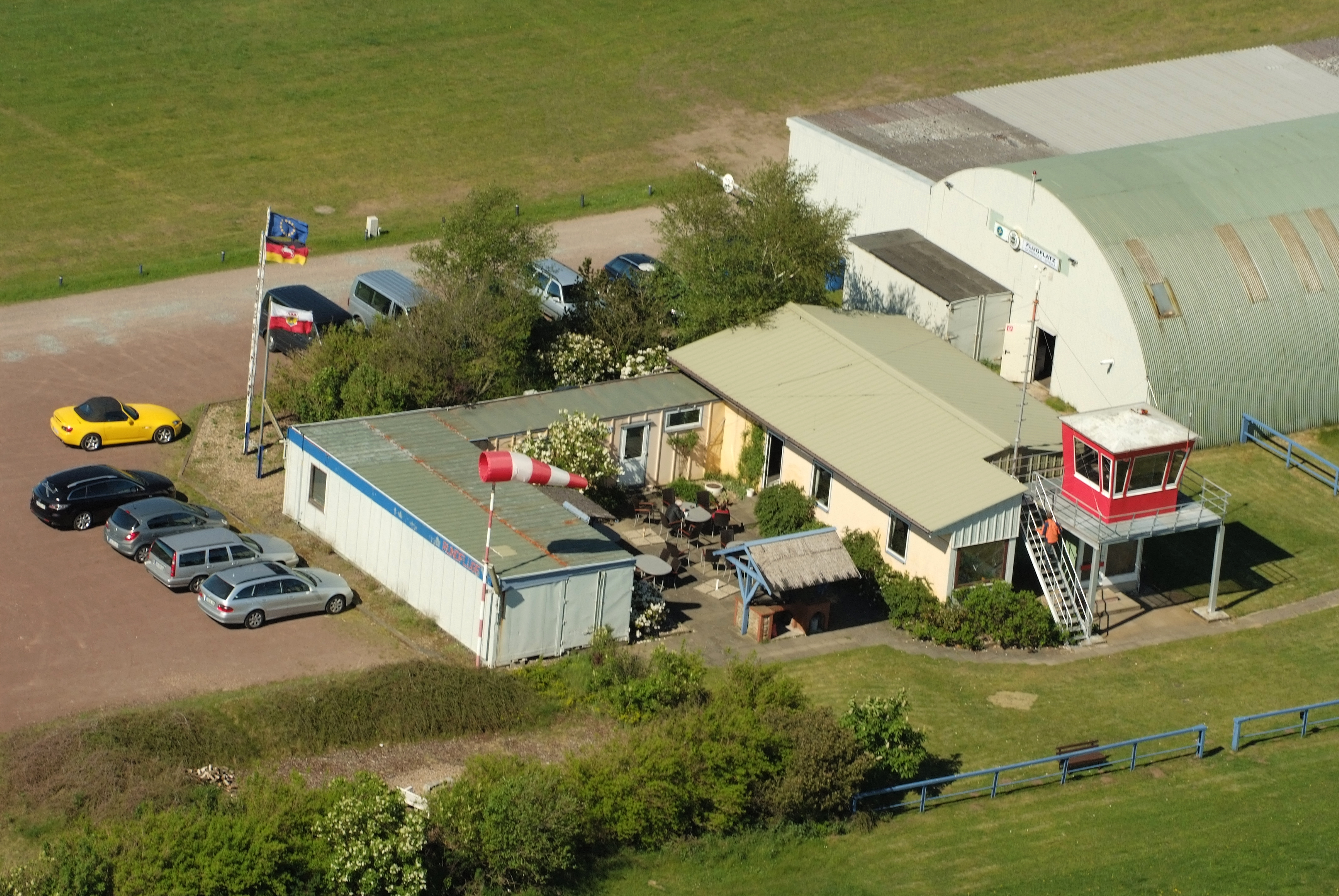
Clubhuis zweefvliegclub op Flugplatz Nordholz-Spieka

Door het oosten van Wurster Nordseeküste loopt  in noord<->zuid-richting de Autobahn A 27. Afritten naar lokale wegen in het gemeentegebied  zijn nummer 3 Nordholz, enige kilometers ten zuidoosten van dit dorp (te Wanhöden), en nummer 4, Neuenwalde, bijna 6 kilometer ten oosten van Dorum.
Door de gemeente loopt de spoorlijn Bremerhaven - Cuxhaven. Passagierstreinen op deze lijn (uurdienst) hebben stopplaatsen te Nordholz, Dorum en Wremen. Busverkeer binnen de gemeente is beperkt tot belbuslijnen, en in de spitsuren, op dagen, dat er op de scholen les wordt gegeven, enkele schoolbusdiensten.
Nordholz beschikt sinds 1958 over een militair, vooral door de Duitse marine gebruikt vliegveld, de Fliegerhorst Nordholz. Het heeft een betonnen, 45 meter brede en 2.440 meter lange, start- en landingsbaan. De ICAO-code luidt ETMN, de IATA-code NDZ/FCN. Het veld ligt 22 meter (72 voet) boven zeeniveau. Het vliegveld ligt ten zuidoosten van het dorp Nordholz. Voor civiel luchtverkeer wordt dit veld gebruikt onder de naam  See-Flughafen Cuxhaven/Nordholz (IATA-code: FCN, ICAO-code: ETMN). Er vinden geen andere vluchten plaats dan met privé-zakenvliegtuigen e.d..  Direct noordelijk van dit marinevliegveld ligt Flugplatz Nordholz-Spieka (ICAO-code: EDXN), vooral bedoeld voor de zweefvliegsport. Het heeft een graspiste van 725 x 40 meter.
Aan de Waddenzee liggen binnen de gemeentegrenzen kleine havens in Wremen, Spieka-Neufeld en Dorum-Neufeld. Deze zijn vooral in gebruik voor de pleziervaart, hoewel sommige ook nog thuishavens zijn voor een zeer kleine zeevisserijvloot.

## Economie
De belangrijkste middelen van bestaan zijn vooral het toerisme, en daarnaast enige landbouw en zeevisserij, met name op garnalen. Industrie en nijverheid zijn van geen betekenis.

## Geschiedenis

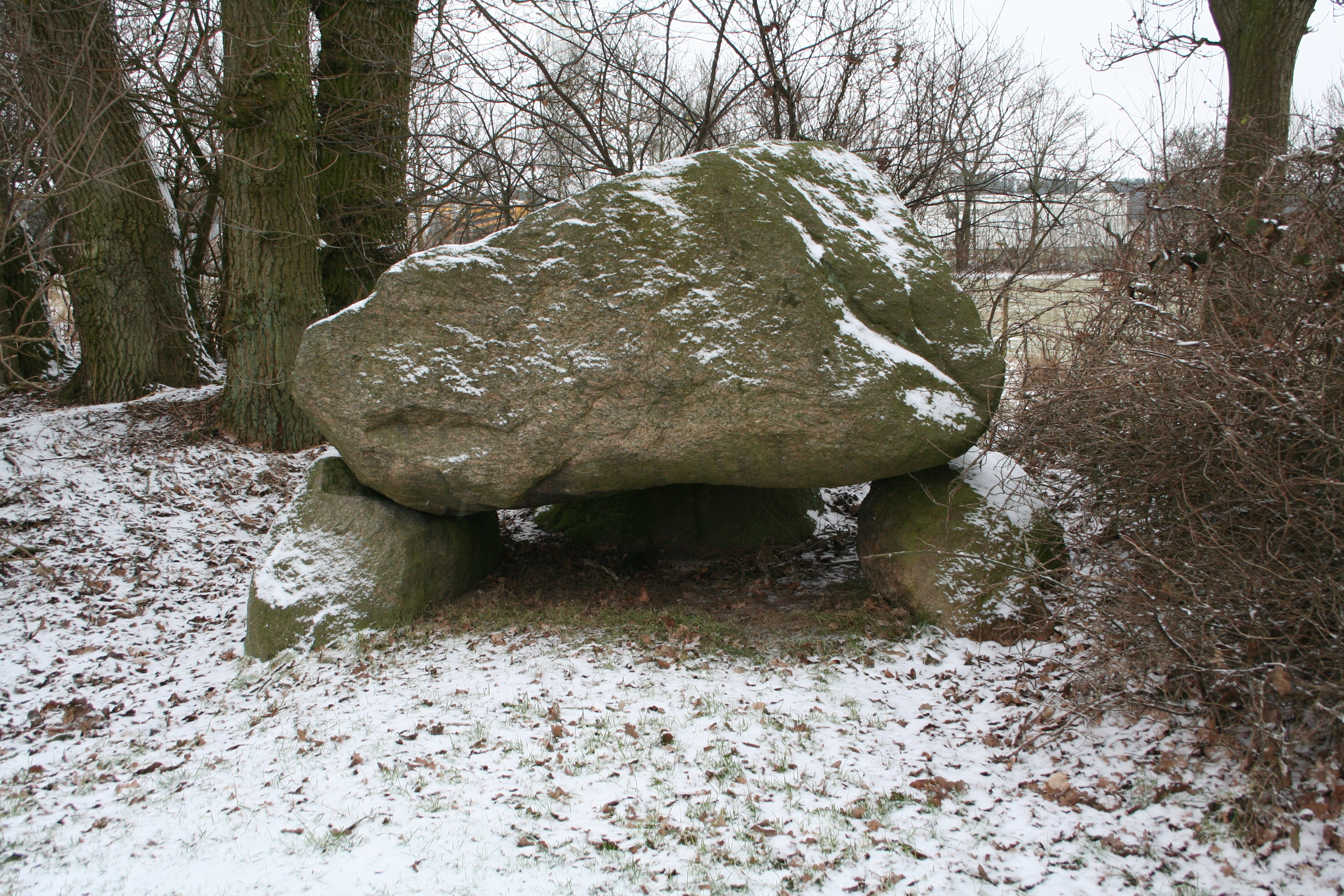
Hunebed bij Wanhöden, Sprockhoff-nummer 605
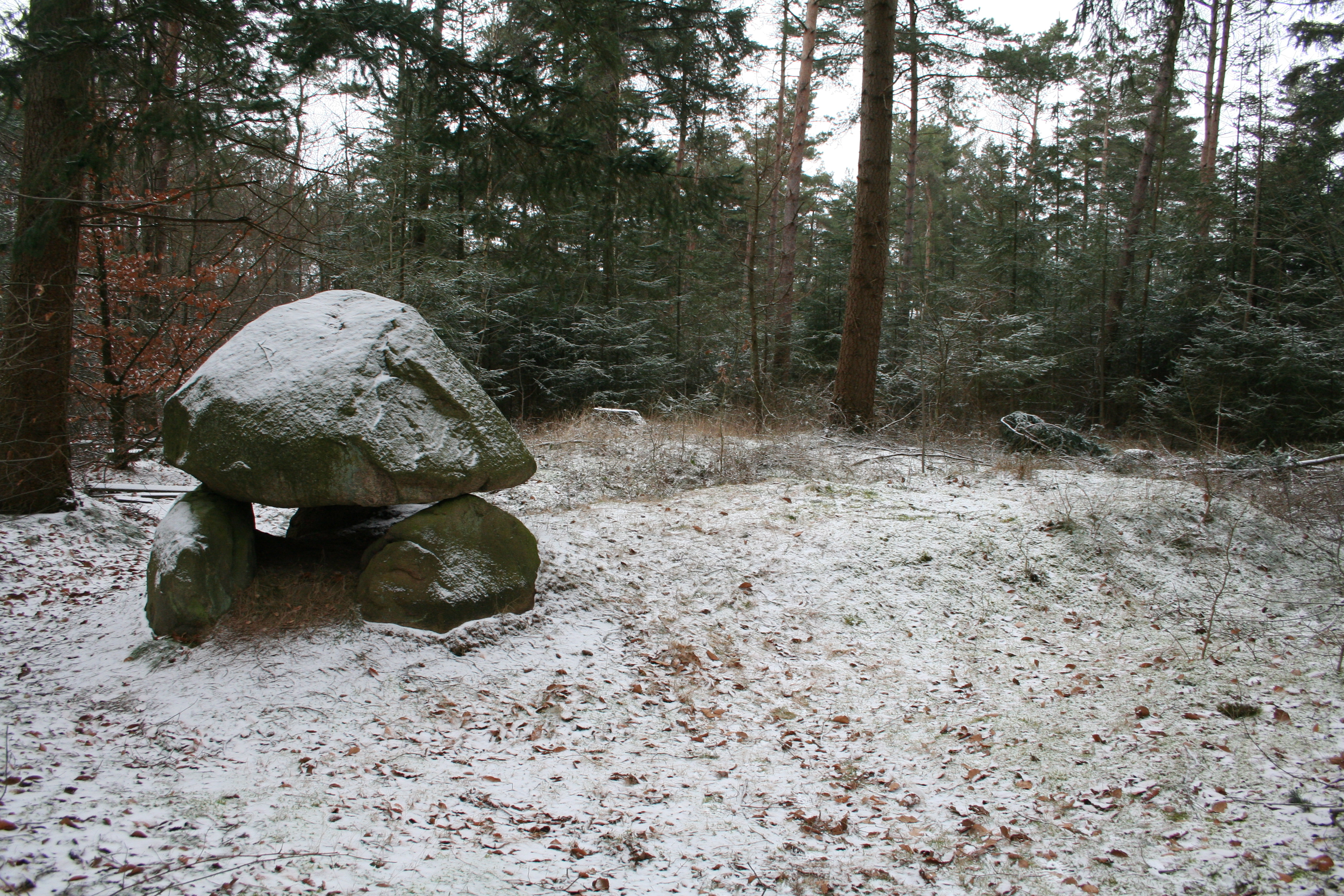
Hunebed Großsteingrab Henkenstein, Sprockhoff-nr. 606
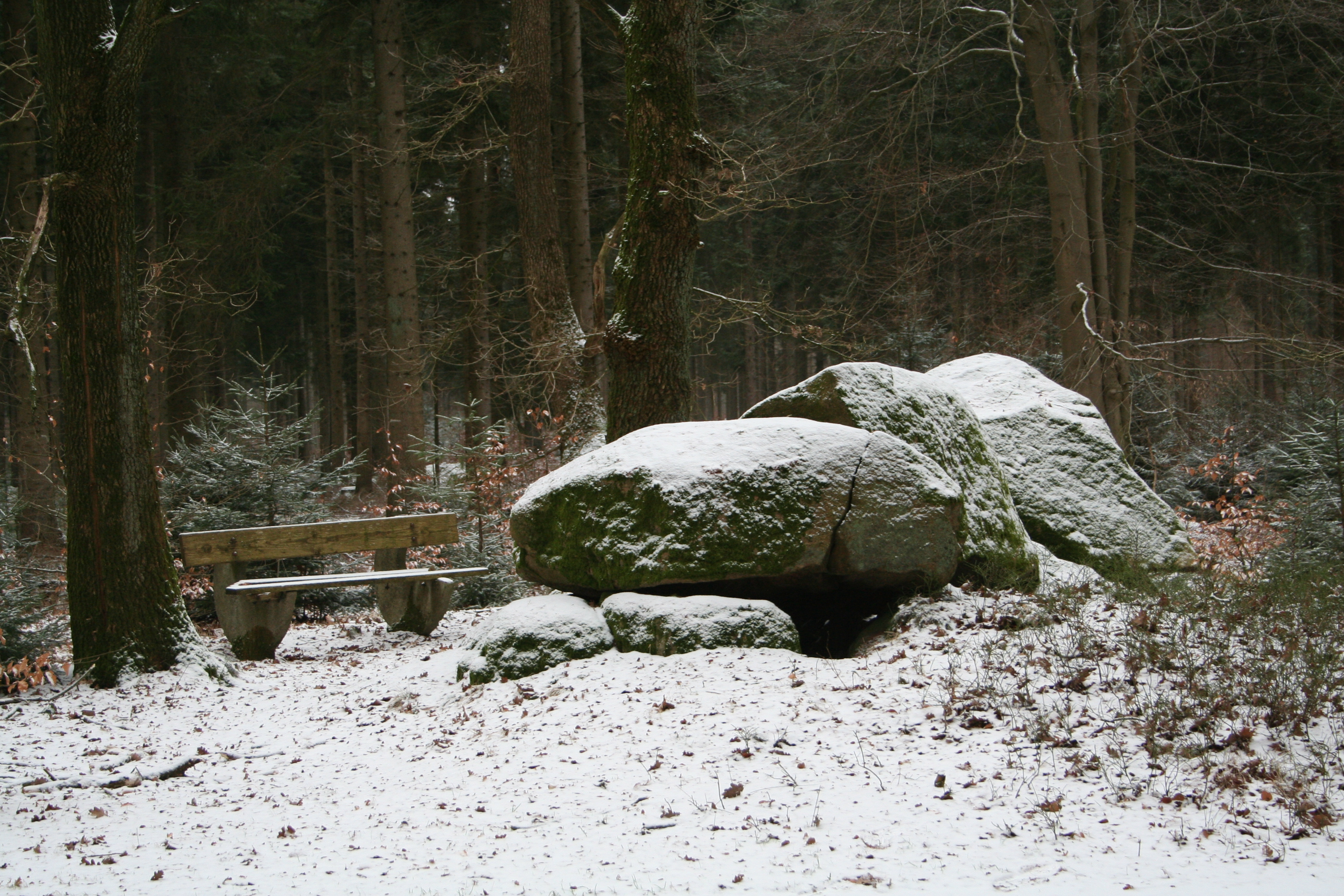
Hunebed bij Midlum, Sprockhoff-nr. 607
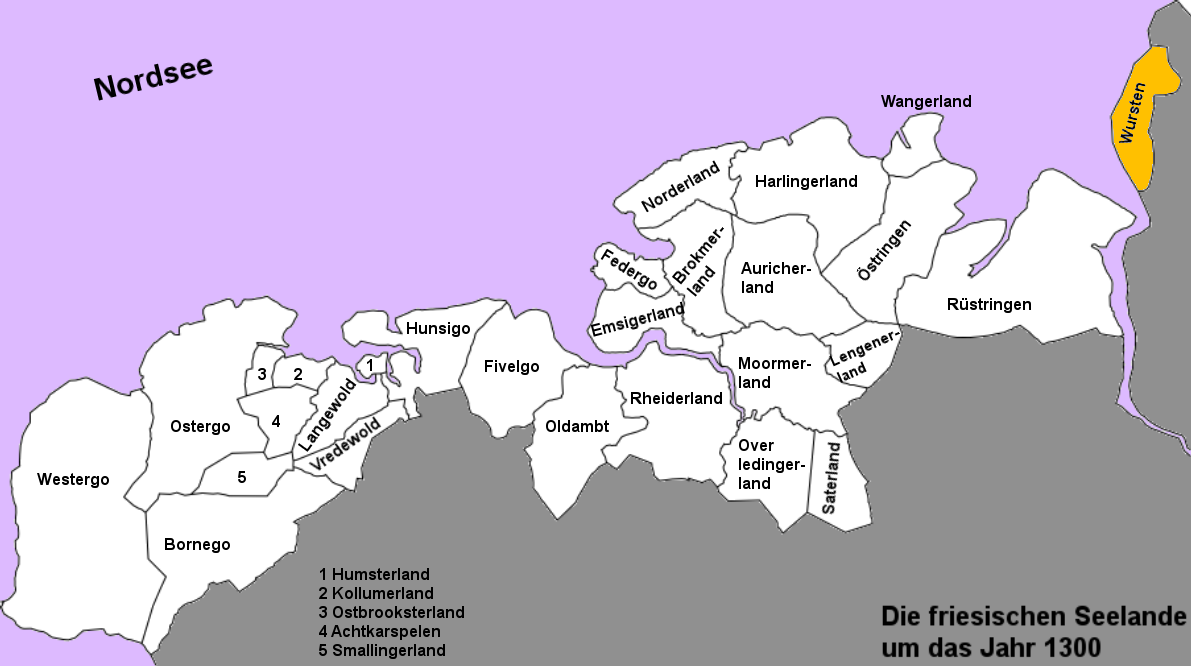
De vrije Friese zeelanden: Land Wursten (afwijkend ingekleurd)
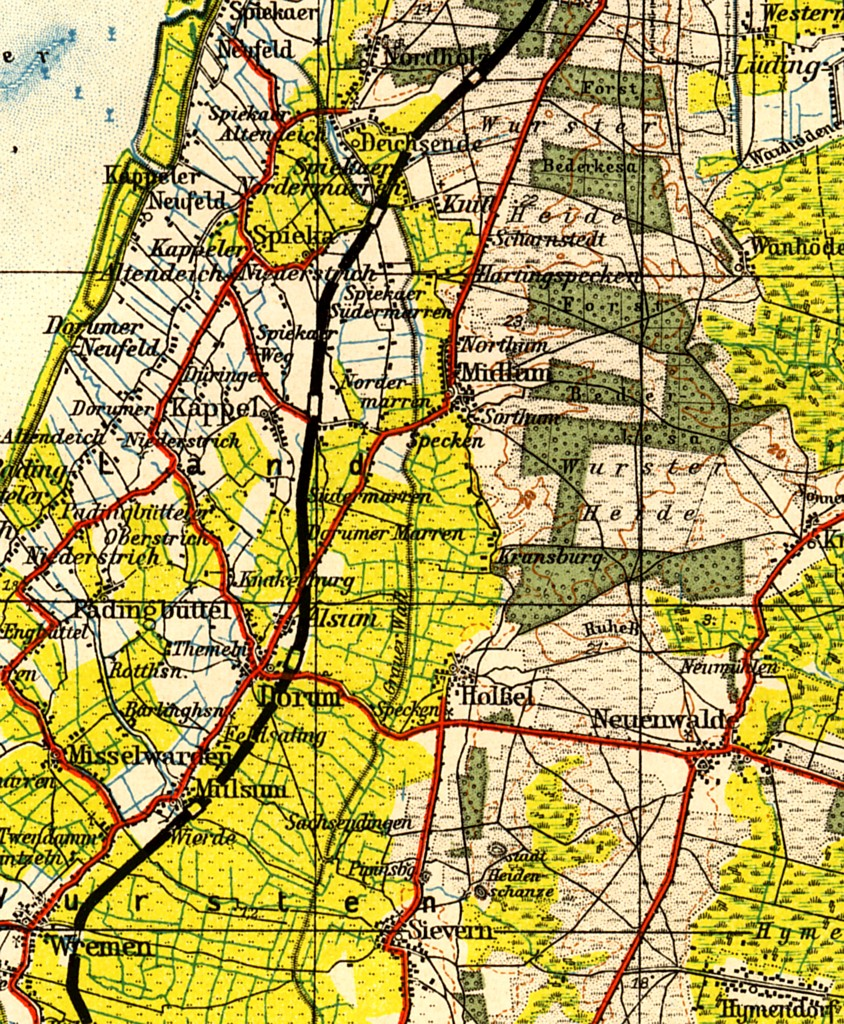
Het Land Wursten en rechts de Wurster Heide op een kaart uit 1906

Zie voor de periode t/m 2014 ook de artikelen over de in de gemeente gelegen plaatsen.
Reeds in de Jonge Steentijd hebben in deze streek, vooral op en rondom de heuvelrug Hohe Lieth of Wurster Heide, mensen gewoond. Bij Wanhöden bevindt zich een slechts gedeeltelijk bewaard gebleven hunebed, Großsteingrab Wanhöden of Riesenhütte genaamd. Het wordt toegeschreven aan dragers van de Trechterbekercultuur (3500-2800 v. Chr.); later waren er ook dragers van de Klokbekercultuur actief, zoals uit archeologisch onderzoek ter plaatse in 1979 is gebleken.  Iets meer naar het zuidwesten, bij afrit 3 van de A27, ligt een ander restant van een hunebed,  (Henkenstein). Deze megalietmonumenten zijn gecatalogiseerd onder Sprockhoff-nummers 605 en 606. Ook bij Midlum ligt nog zo'n hunebed.
In de eerste eeuwen van de jaartelling was de Feddersen-wierde bij Wremen door vermoedelijk Germanen bewoond. Ter plaatse werden in de jaren vanaf 1955 veel archeologische opgravingen verricht.
In de vroege middeleeuwen vestigden zich in het gebied Land Wursten aanvankelijk Saksen, die wegtrokken (mogelijk naar Engeland). Hun plaats werd in de 7e eeuw ingenomen door Friese emigranten, die tot circa 1700 een zeer archaïsche variant van de Friese taal, het Wurstfries, spraken.
De naam Wursten heeft niets met worst te maken, maar is een verbastering van wurtsaten of wurtsassen. Dit betekent: mensen, die zitten (wonen) op een Wurt of Warft, Gronings: wierde, een terp. Veel dorpskerken en belangrijke huizen of boerderijen in deze streek, gebouwd vóór de tijd, dat er goede dijken waren, staan tot op de huidige dag op een Warft. Vanaf omstreeks 1238 was er sprake van een min of meer onafhankelijke Wurster boerenrepubliek, bestuurd door een college van 16 raadgevers.
Een vermelding uit 860, in een geschrift over vermeende wonderbare genezingen op het graf van bisschop Willehad van Bremen, in de Dom van Bremen, luidt Midlistan-Faderwurde, de Feddersen-wierde. Zie ook: Verden. Midlistan zou het huidige Midlum, maar ook Misselwarden kunnen zijn; de geleerden verschillen hierover van mening.
In 1517 kwamen de vrijheidslievende Friezen van het Land Wursten in opstand tegen de belasting- en andere maatregelen van hun toenmalige officiële landheer, het Prinsaartsbisdom Bremen. Zij werden echter in december van dat jaar verslagen in een slag bij het Wremer Tief. De Bremer troepen stonden toen onder bevel van Christoffel van Brunswijk-Wolfenbüttel. Ook de slag op het kerkhof van Mulsum,  in 1524, eindigde met een verpletterende nederlaag voor de strijders van Wursten. Een laatste opstand, op het kerkhof van de Sint-Willehadkerk te Wremen, in 1557, werd bloedig de kop in gedrukt.
Ten tijde van de Reformatie, in de jaren dertig van de 16e eeuw, ging het gebied van het huidige Wurster Nordseeküste massaal over tot de evangelisch-lutherse gezindte. Tot op vandaag is een grote meerderheid van de christenen in de gemeente deze kerk toegedaan. De hierna vermelde kerkgebouwen in de gemeente Wurster Nordseeküste zijn , tenzij anders vermeld, ook evangelisch-luthers.
In 1619 was de inpoldering van een 15 kilometer lange, smalle strook kwelderland langs de Waddenzee, het 2 km brede Neufeld, voltooid. Het nieuwe land bleek zeer geschikt te zijn voor winstgevende akkerbouw.
Na de Dertigjarige Oorlog (1618-1648) kwam het gebied krachtens de Vrede van Münster aan Zweden (Bremen-Verden), na 1717 aan het Keurvorstendom Brunswijk-Lüneburg, en na de Napoleontische tijd, op enkele delen van het latere Bremerhaven na,  aan het Koninkrijk Hannover. In 1866 werd het gebied Pruisisch, en werd in 1871 geïntegreerd in het Duitse Keizerrijk. 
Een uitvoerige verhandeling over de geschiedenis (prehistorie-1871)  van de landstreken Wursten en  het in het oosten aangrenzende Hadeln is op de Duitstalige Wikipedia te vinden onder het lemma Geschichte von Hadeln und Wursten. Hierin wordt ook beweerd, dat verscheidene aan Hollandse zijde strijdende Watergeuzen uit de begintijd van de Tachtigjarige Oorlog (ca. 1572) uit het Land Wursten afkomstig zouden zijn.
Bij Nordholz werd in 1912 een militaire basis voor verschillende krijgsmachtonderdelen van het Duitse Keizerrijk ingericht. Bijzonder was een op rails draaibare  hangar voor militaire zeppelins. In 1921-1924 werden deze installaties gesloopt. In 1935 werd bij Nordholz voor de Luftwaffe van Nazi-Duitsland een Fliegerhorst aangelegd. Vanaf dit militaire vliegveld werden tijdens de Tweede Wereldoorlog, in 1940 in het kader van Operatie Weserübung luchtaanvallen op Noorwegen uitgevoerd. Na de oorlog werd dit vliegveld een basis van de Amerikaanse, later de Britse en vanaf 1958 de Duitse luchtmacht en marine. 
In de nazi-periode, met name gedurende de Tweede Wereldoorlog, is het voorgekomen, dat krijgsgevangenen en gevangenen uit werk- en concentratiekampen in de gemeente dwangarbeid moesten verrichten, o.a. voor graafwerk, aanleg en onderhoud van wegen of dijken, of als boerenknecht. Hun werkomstandigheden waren vaak onmenselijk, en verscheidene dwangarbeiders hebben dan ook de oorlog niet overleefd. Materiële schade, bijvoorbeeld door bombardementen, is tijdens de Tweede Wereldoorlog in het algemeen beperkt gebleven.

### Vorming nieuwe gemeente
Door de gemeentelijke herindeling per 1 januari 2015 is Nordholz samengevoegd met de zeven deelnemende gemeenten aan het samenwerkingsverband Samtgemeinde Land Wursten. Dit verband bestond uit de gemeenten Cappel, Dorum, Midlum, Misselwarden, Mulsum, Padingbüttel en Wremen. De gemeenschappelijke regeling van de zes gemeenten is tegelijkertijd ontbonden. De nieuwe gemeente is als "eenheidsgemeente" deel gaan uitmaken van de Landkreis Cuxhaven.
Een eenheidsgemeente duidt aan dat de gemeente zelfstandig alle taken uitvoert, in tegenstelling tot een Samtgemeinde, waarbinnen elke deelnemende gemeente contractueel één of meerdere taken uitbesteedt aan het overkoepelende gemeenschappelijke bestuur.
Achtergrond voor de herindeling was de zwakke financiële positie van de afzonderlijke gemeenten, die op de lange termijn niet zonder fusie opgelost kon worden. Historisch gezien kennen de afzonderlijke gemeenten een met elkaar verbonden geschiedenis. Sinds de middeleeuwen werken de plaatsen samen tegen stormvloeden en werden de eerste dijken gezamenlijk aangelegd. De langgerekte en slechts 2 km smalle polder Neufeld, ingepolderde kwelders aan de Waddenkust, is daar een voorbeeld van. Het gemeentebestuur van Wurster Nordseeküste zetelt te Dorum; in het voormalige raadhuis van Nordholz is een dependance van het gemeentebestuur aanwezig.

## Bezienswaardigheden, toerisme
- Mogelijkheid tot strand- en watersporttoerisme, inclusief wadlopen aan de Waddenzeekust bij (van noord naar zuid): Spieka-Neufeld, Cappel-Neufeld,  Dorum-Neufeld en Wremen; vooral Dorum-Neufeld, dat tot 2011 een officiële badplaats was, beschikt over veel uiteenlopende voorzieningen.
- Eén kilometer ten noordwesten van het militaire vliegveld, aan de zuidkant van het dorp Nordholz, bevindt zich een museum voor de luchtvaart, het Aeronauticum. Het is vooral gewijd aan de vliegerij door de Duitse marine van na de Tweede Wereldoorlog, en aan zeppelins.
- Dorum beschikt over een regionaal museum over de aanleg van dijken (Deichmuseum) langs de Waddenzee en de strijd tegen overstromingen in het algemeen.
- De vuurtoren van Dorum-Neufeld is te bezichtigen. Dit geldt, op zaterdag- en zondagmiddagen, ook voor de zwart-wit gestreepte, kleine vuurtoren Kleiner Preuße bij Wremen, die ook locatie is voor trouwerijen en kleine concerten.
- Jaarlijks, in de tweede helft van juli, wordt niet ver ten zuiden van dit vliegveld een vierdaags pop- en rockmuziekfestival gehouden, onder de naam DEICHBRAND.
- Enige cultuurhistorisch interessante dorpskerken, zie ook de afbeeldingen en de artikelen over de afzonderlijke dorpen; vooral de Sint-Urbanuskerk te Dorum (ca. 1200) heeft een zeer bezienswaardig, grotendeels barok interieur.
- In het oosten van de gemeente zijn mogelijkheden voor bos- en heidewandelingen. In dit gebied ligt ook de recreatieplas Kransburger See met een vakantiehuisjespark.
- De langeafstands-fietsroute Weserradweg doet in het gemeentegebied o.a. Padingbüttel aan.

## Afbeeldingen

### Kerkgebouwen

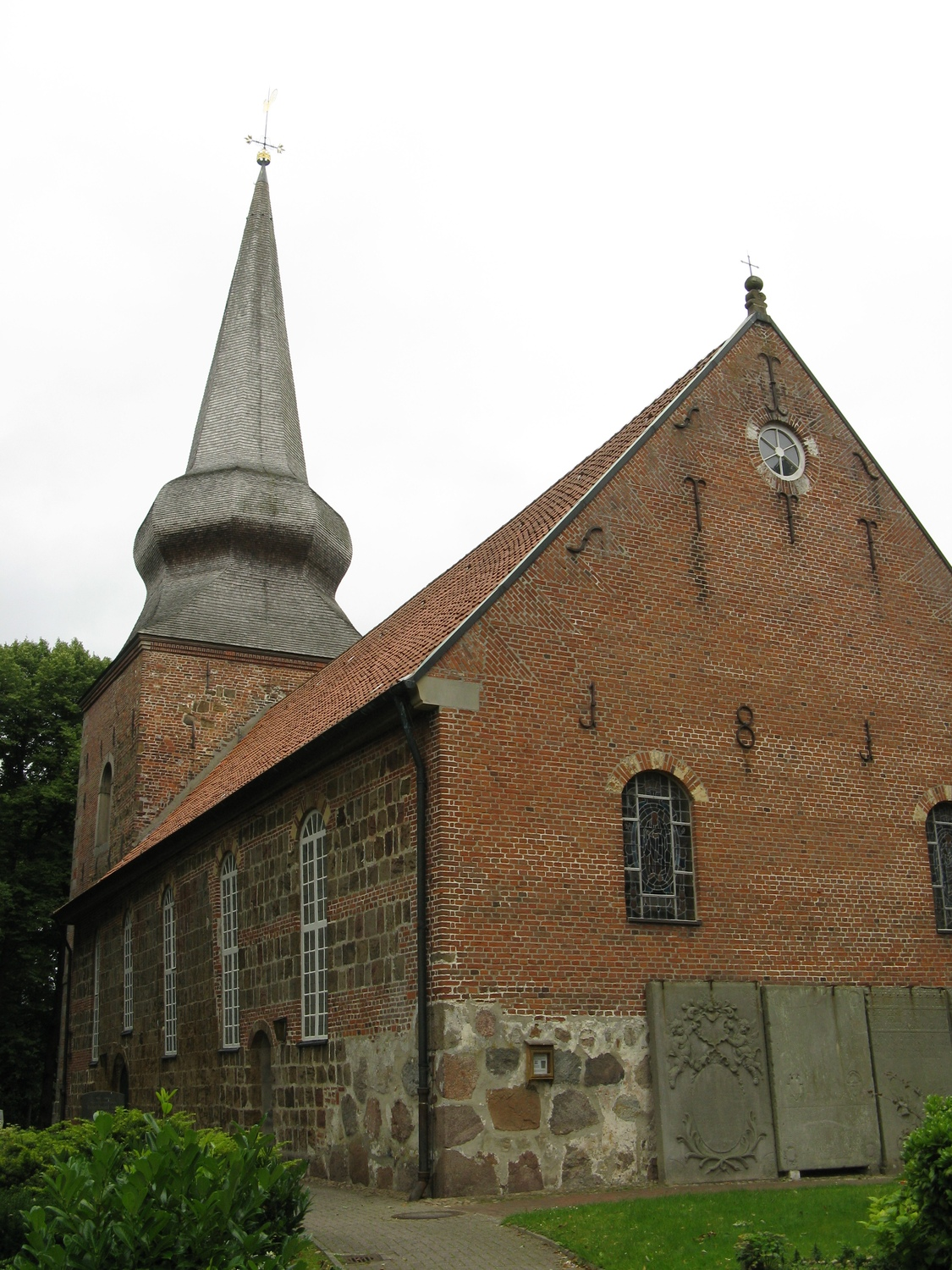
Cappel, Petrus-en Pauluskerk (1198; na brand in 1810 herbouwd)
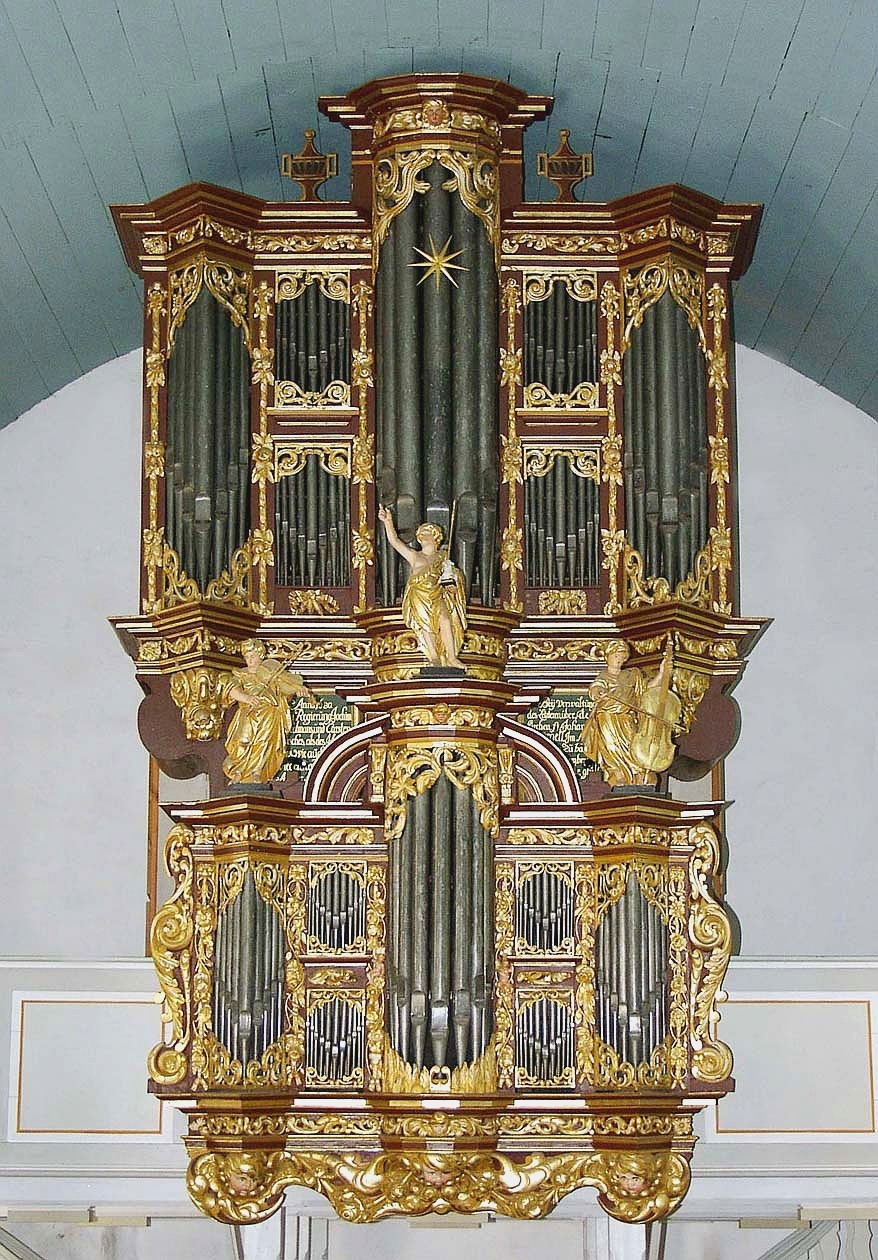
Orgel in deze kerk, van de hand van Arp Schnitger, bouwjaar omstreeks 1680; tot 1816 in een klooster te Hamburg
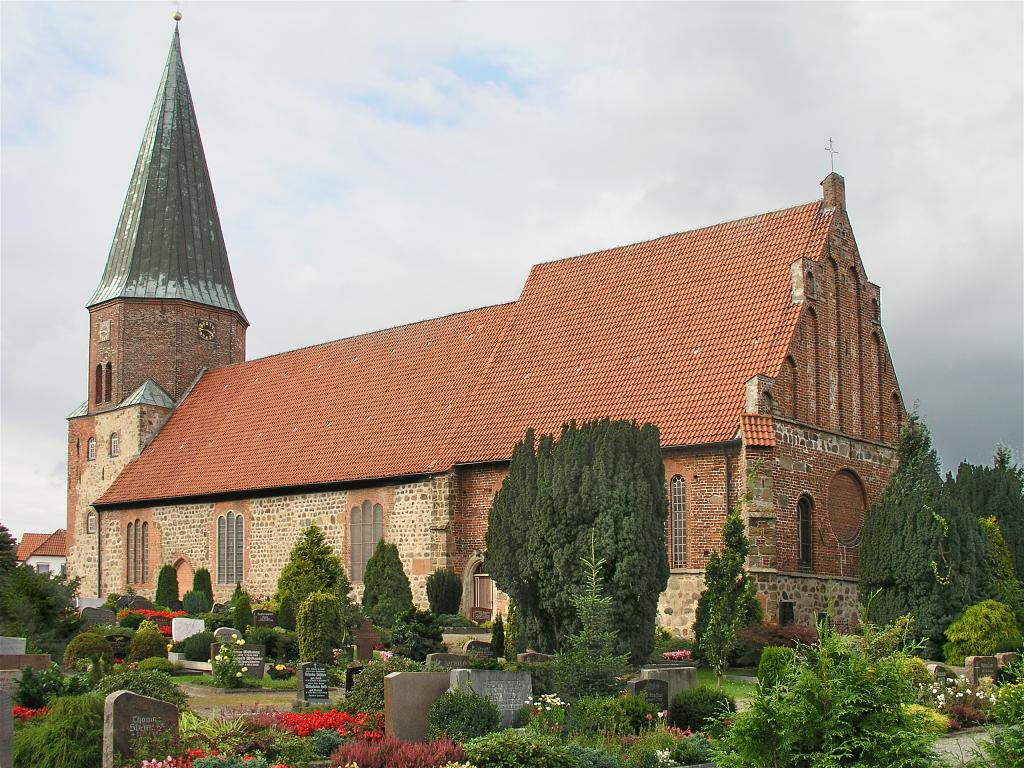
Dorum, Sint-Urbanuskerk
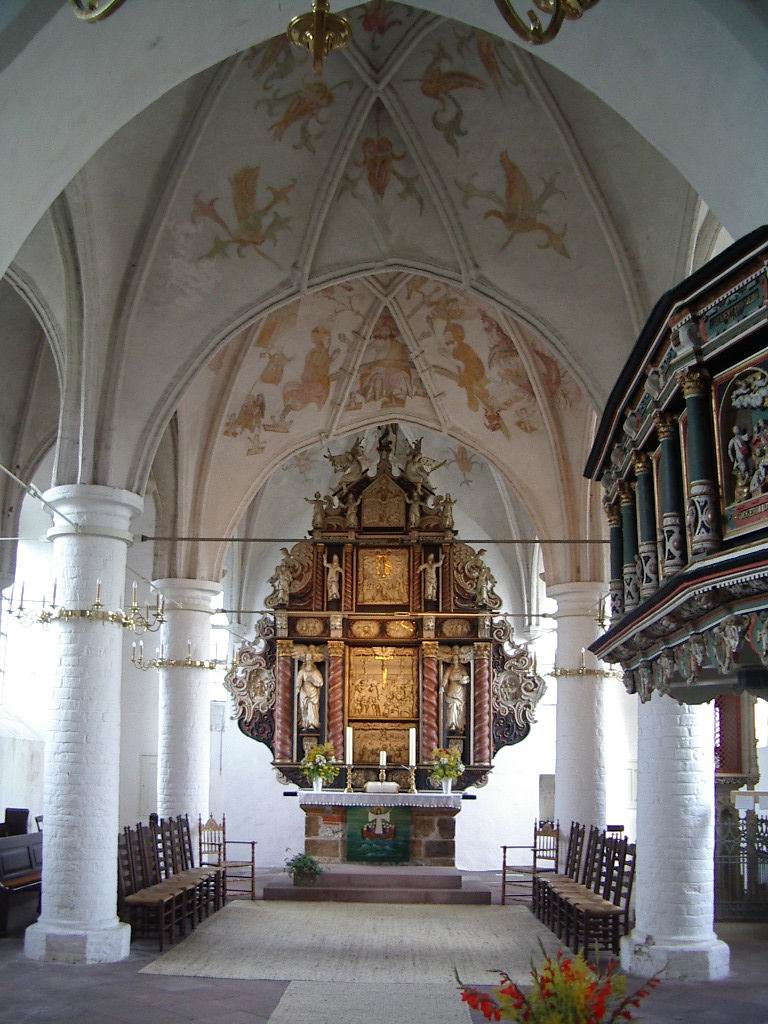
Interieur van deze kerk
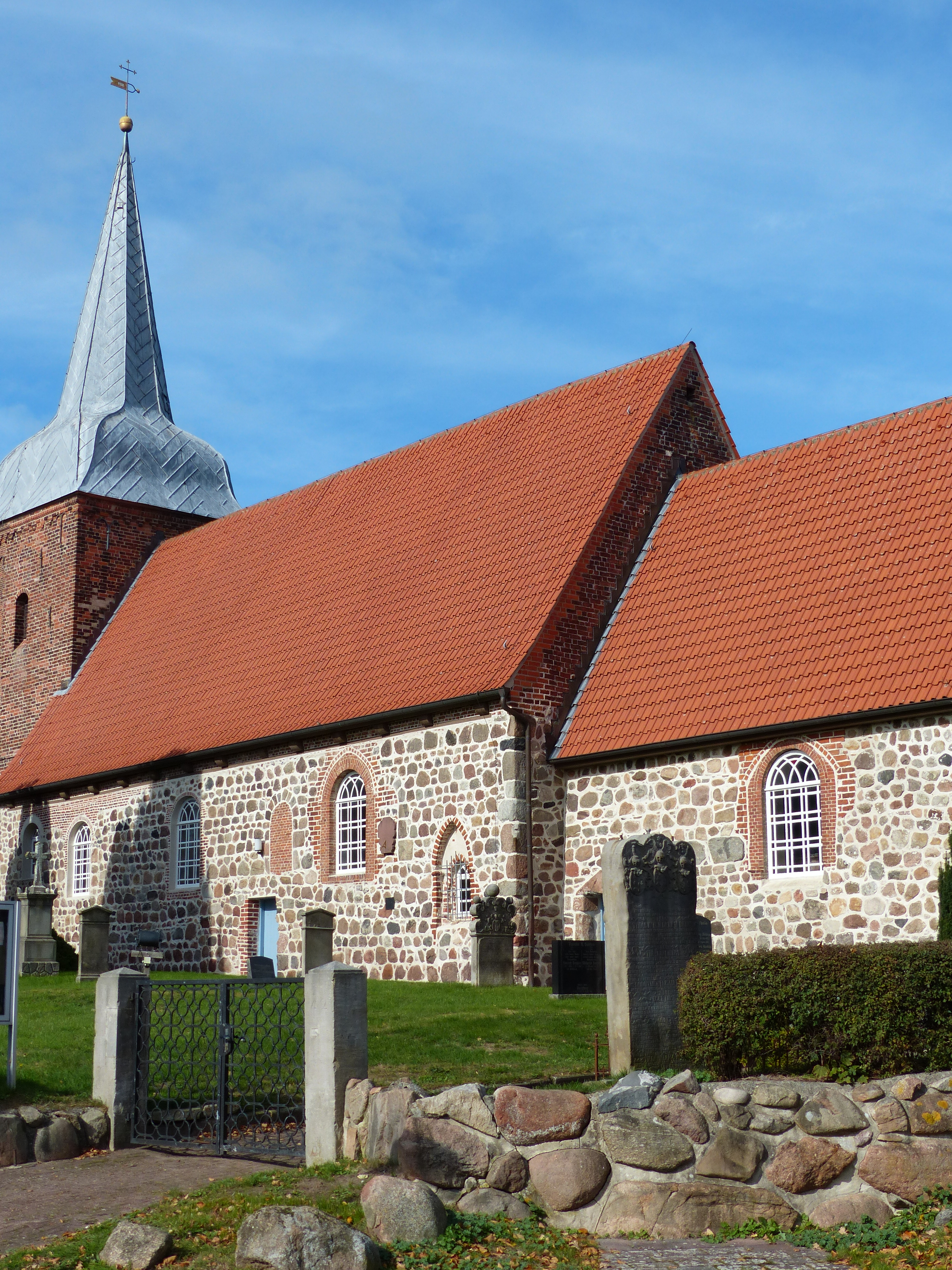
St.-Pancraskerk te Midlum (12e-13e eeuw)
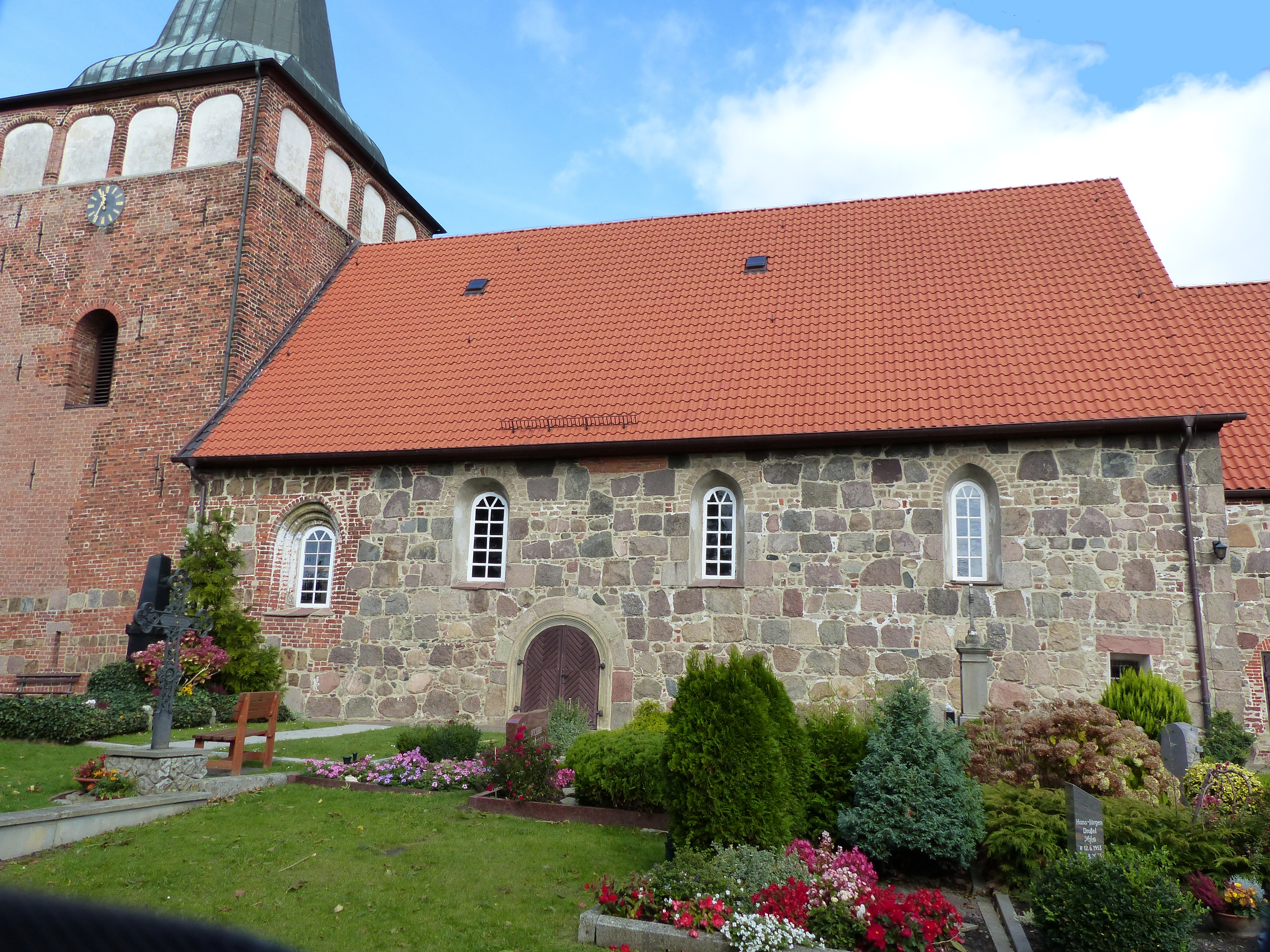
Mariakerk te Mulsum (ca. 1250)
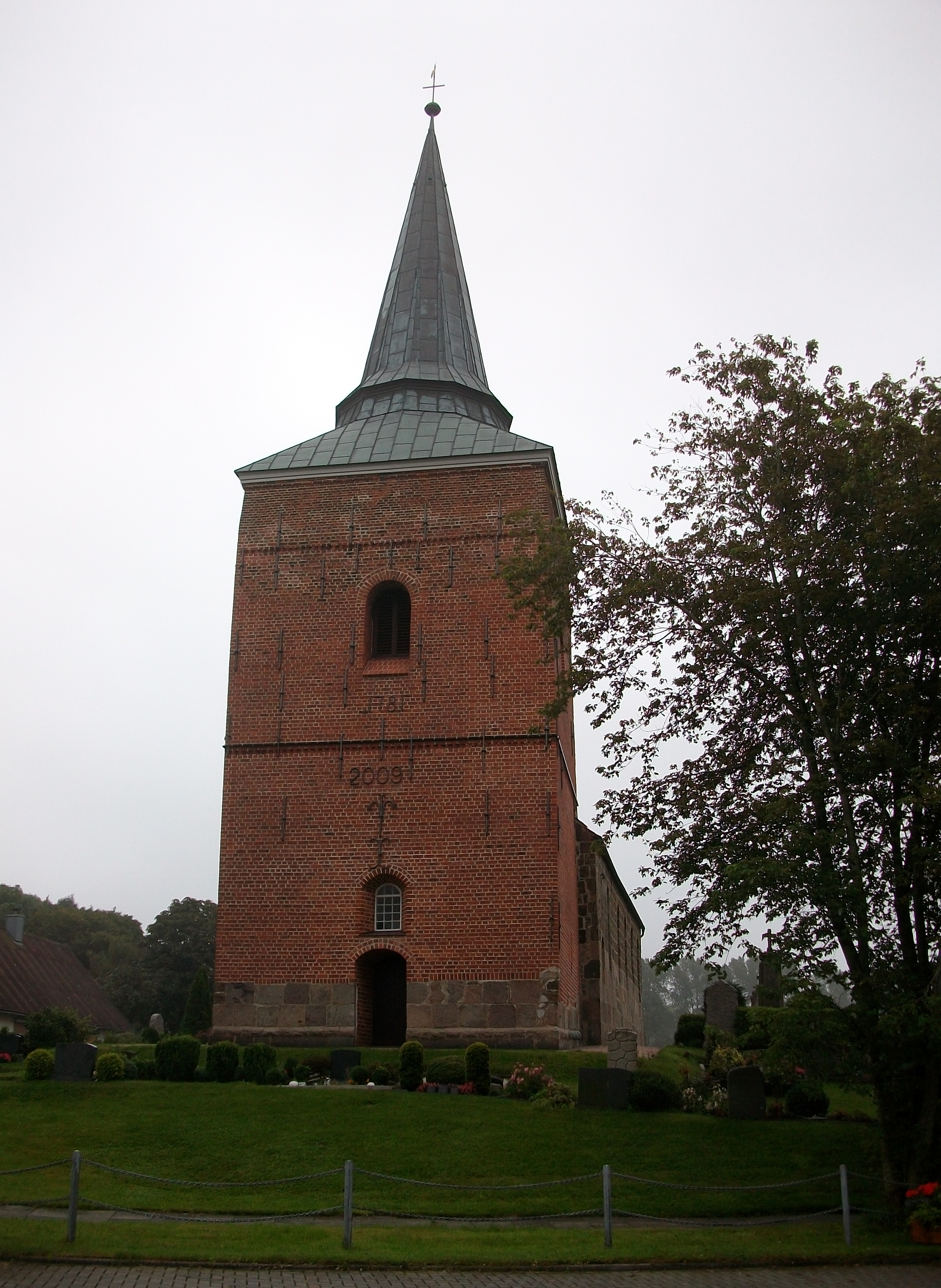
Mattheüskerk te Padingbüttel (2e helft 13e eeuw)
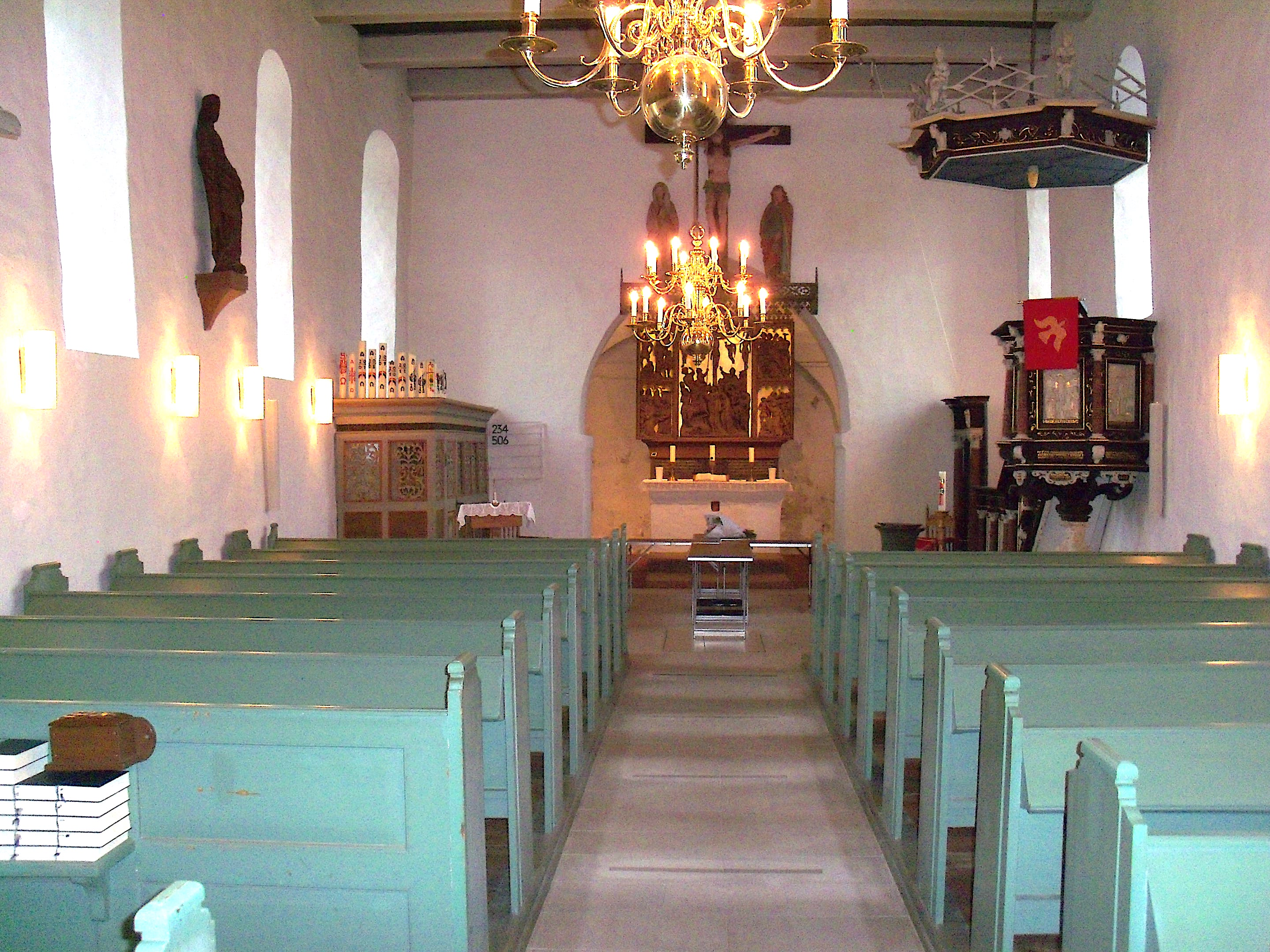
Interieur van dit kerkgebouw met altaarstuk uit plm. 1490
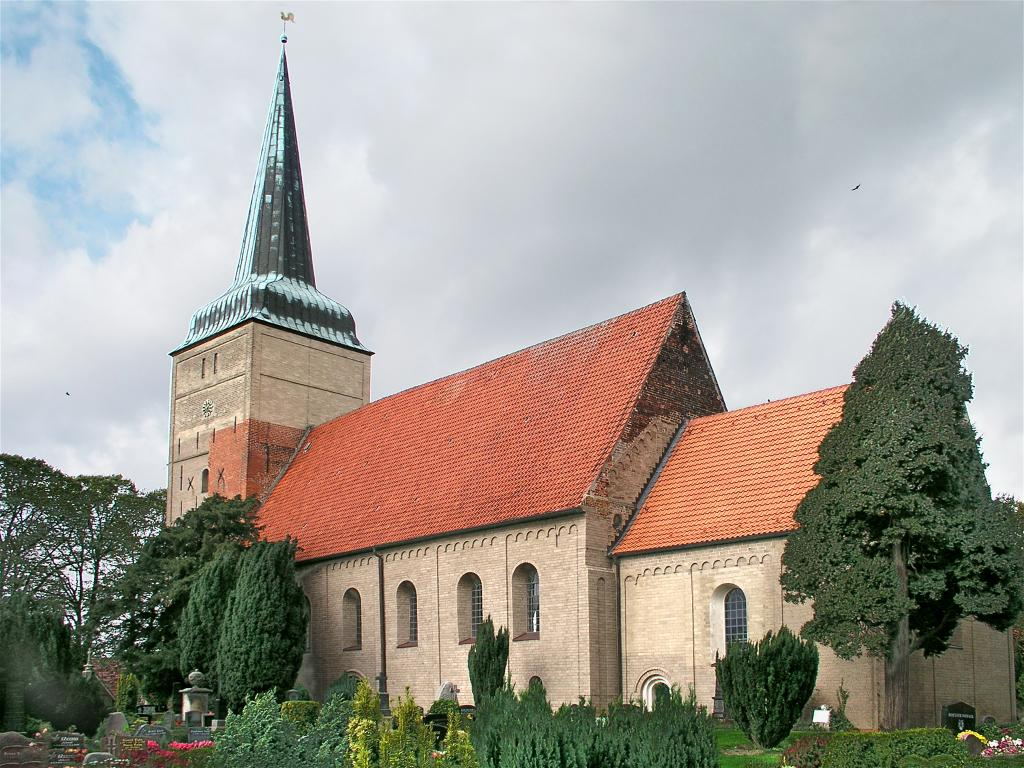
Wremen, Sint-Willehadkerk
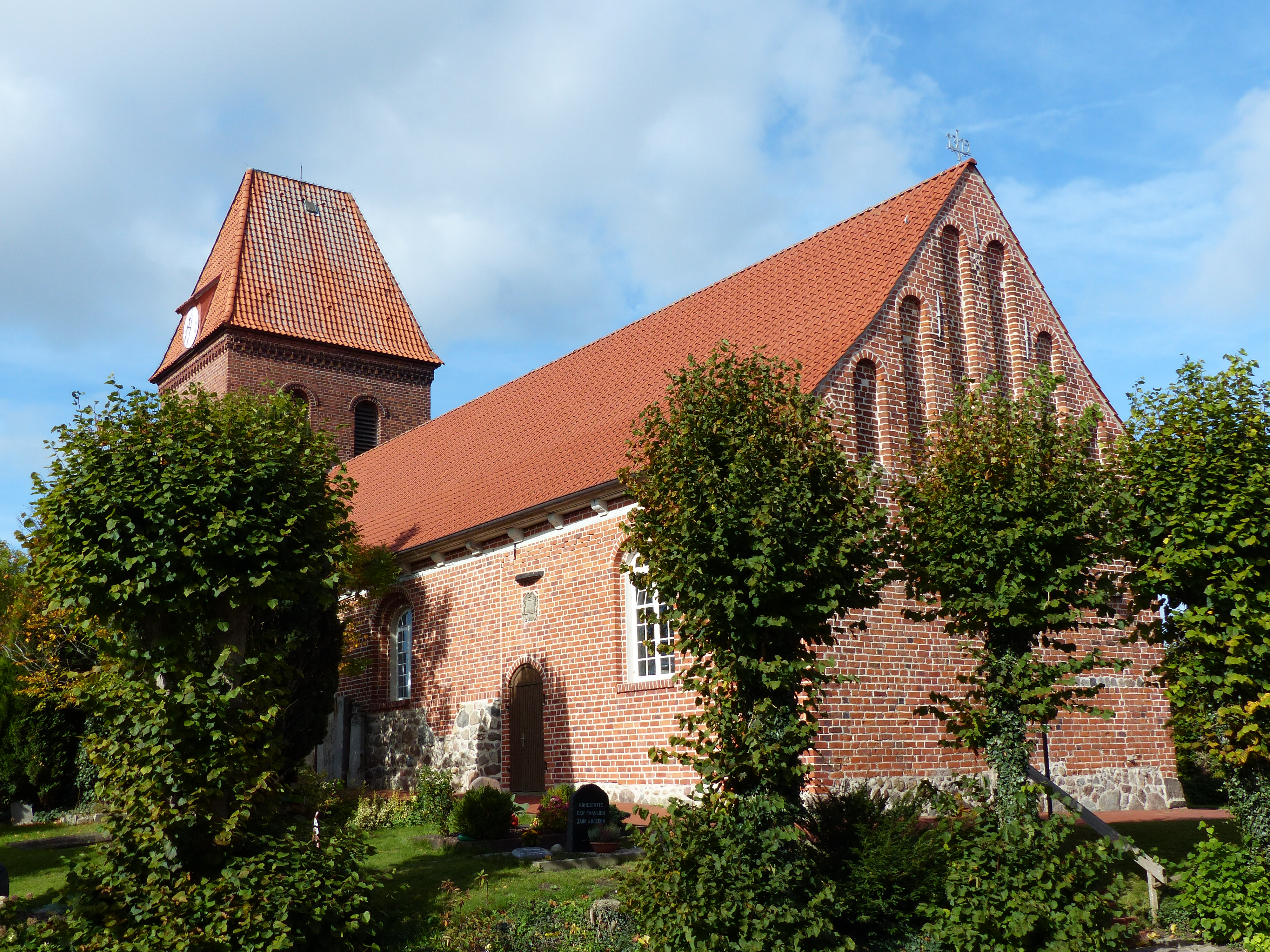
Spieka, Sint-Joriskerk (ca. 1500)
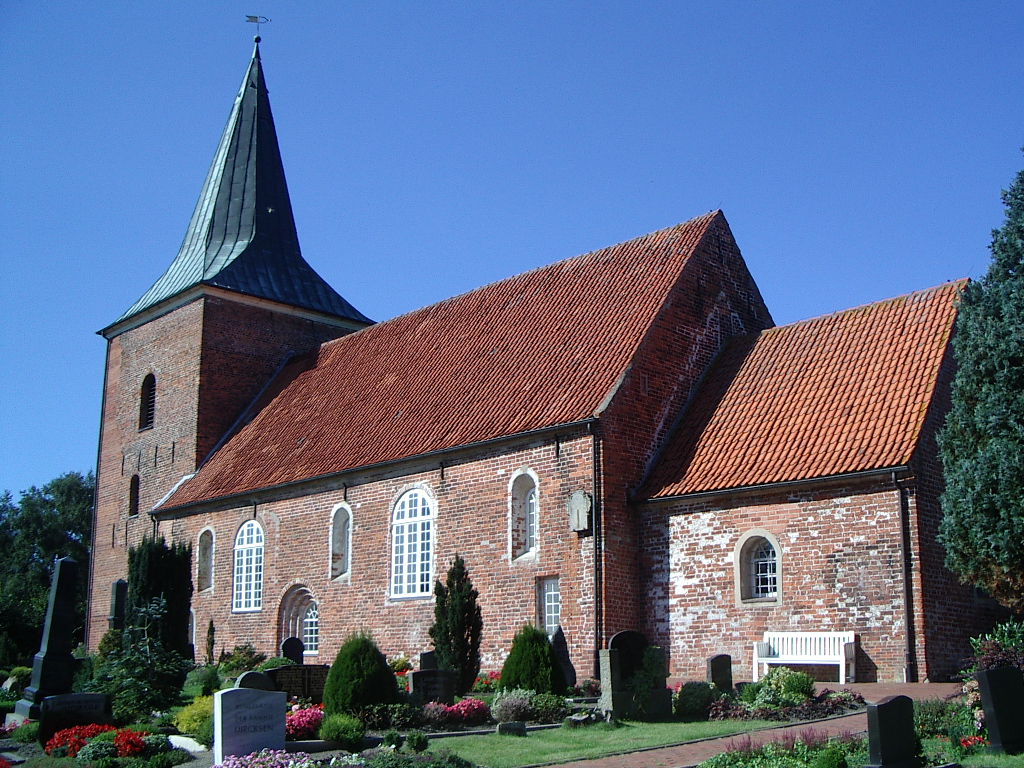
Catharinakerk, Misselwarden (oudste gedeelte romaans, eind 13e eeuw)

### Overige

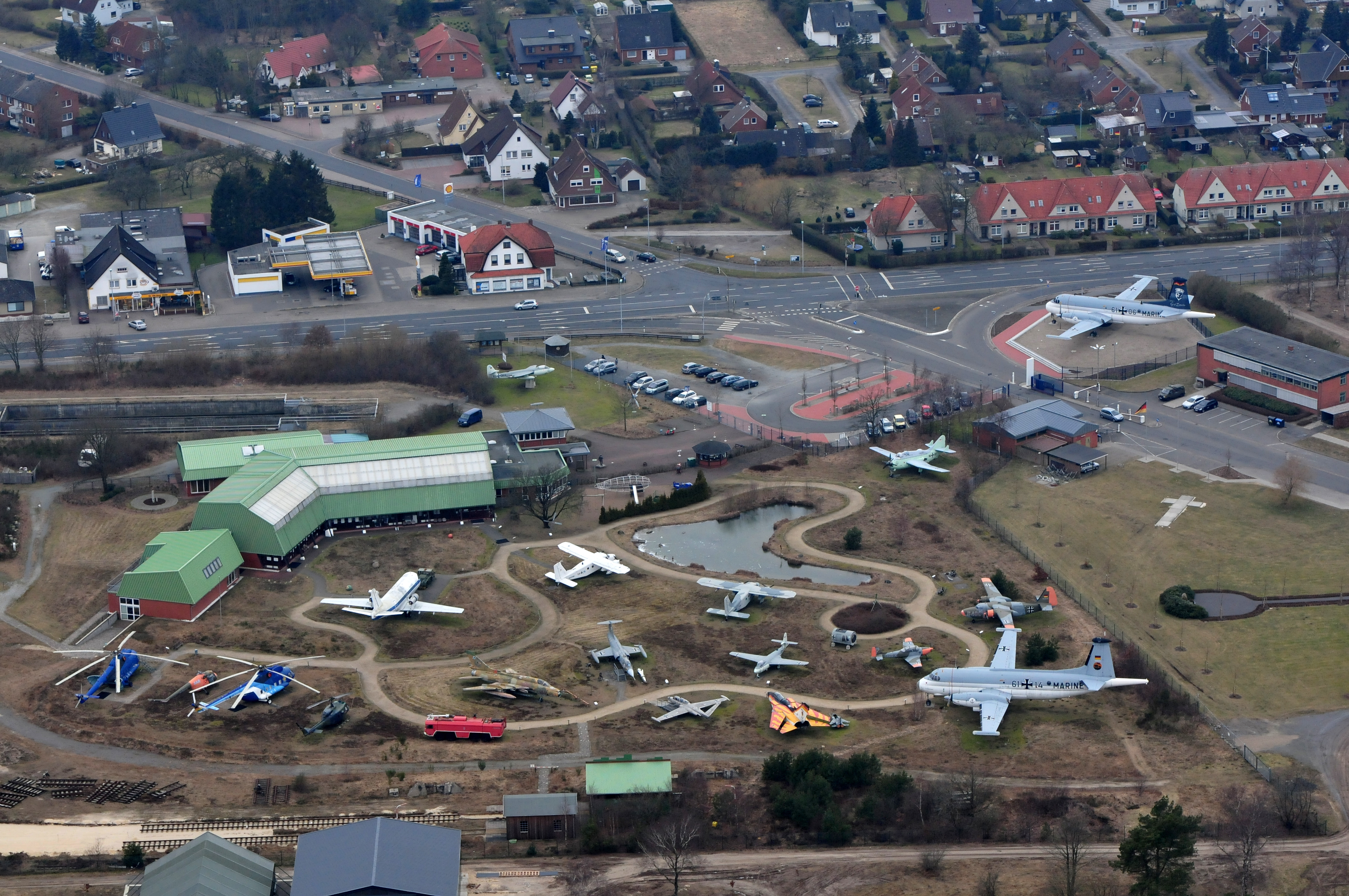
Luchtvaartmuseum Aeronauticum, Nordholz (foto uit 2023)
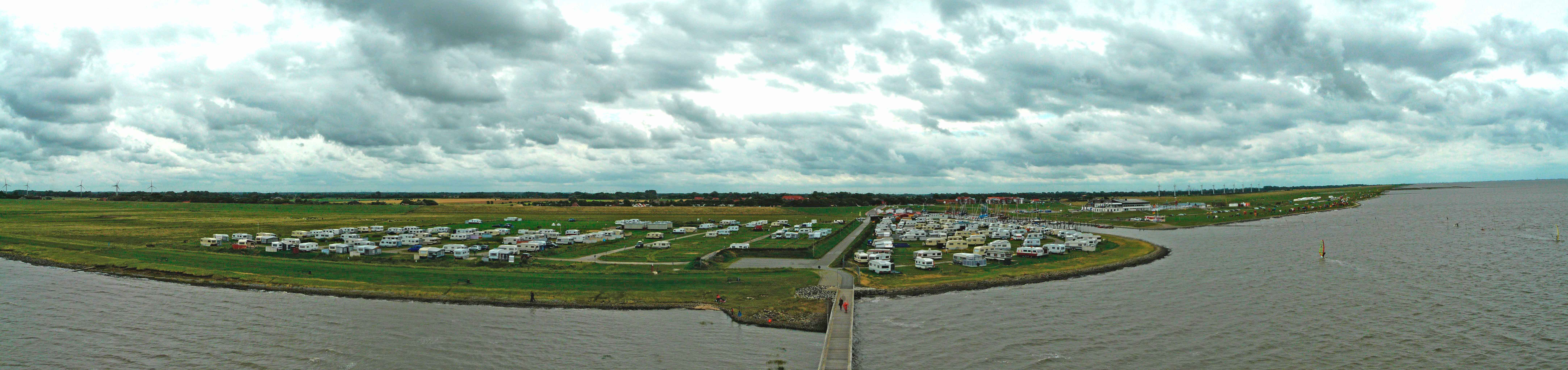
Camping aan zee, Dorum-Neufeld (foto uit 2008)
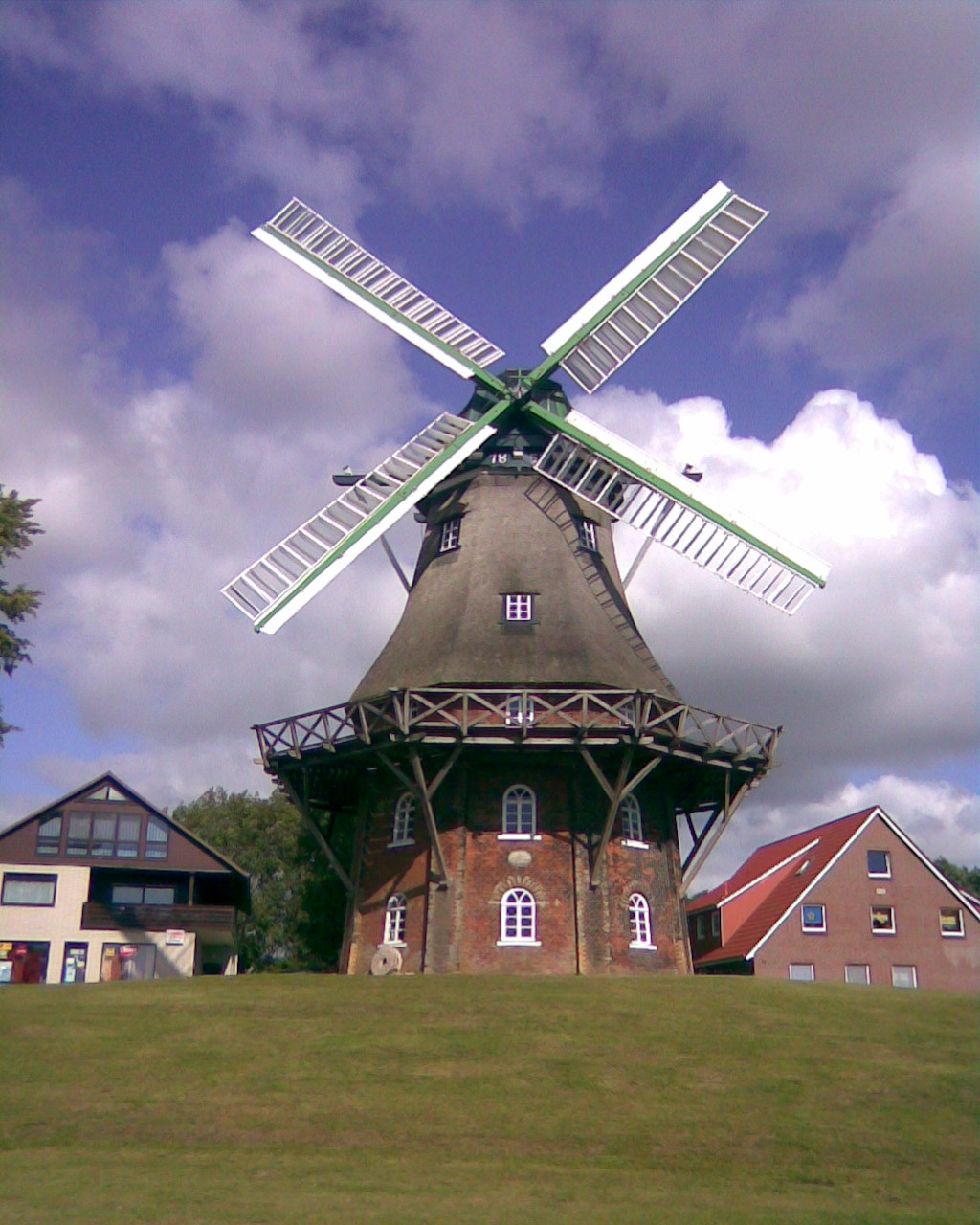
Windmolen van Midlum (1857); type: achtkante bovenkruier; in 2010 gerestaureerd; trouwlocatie
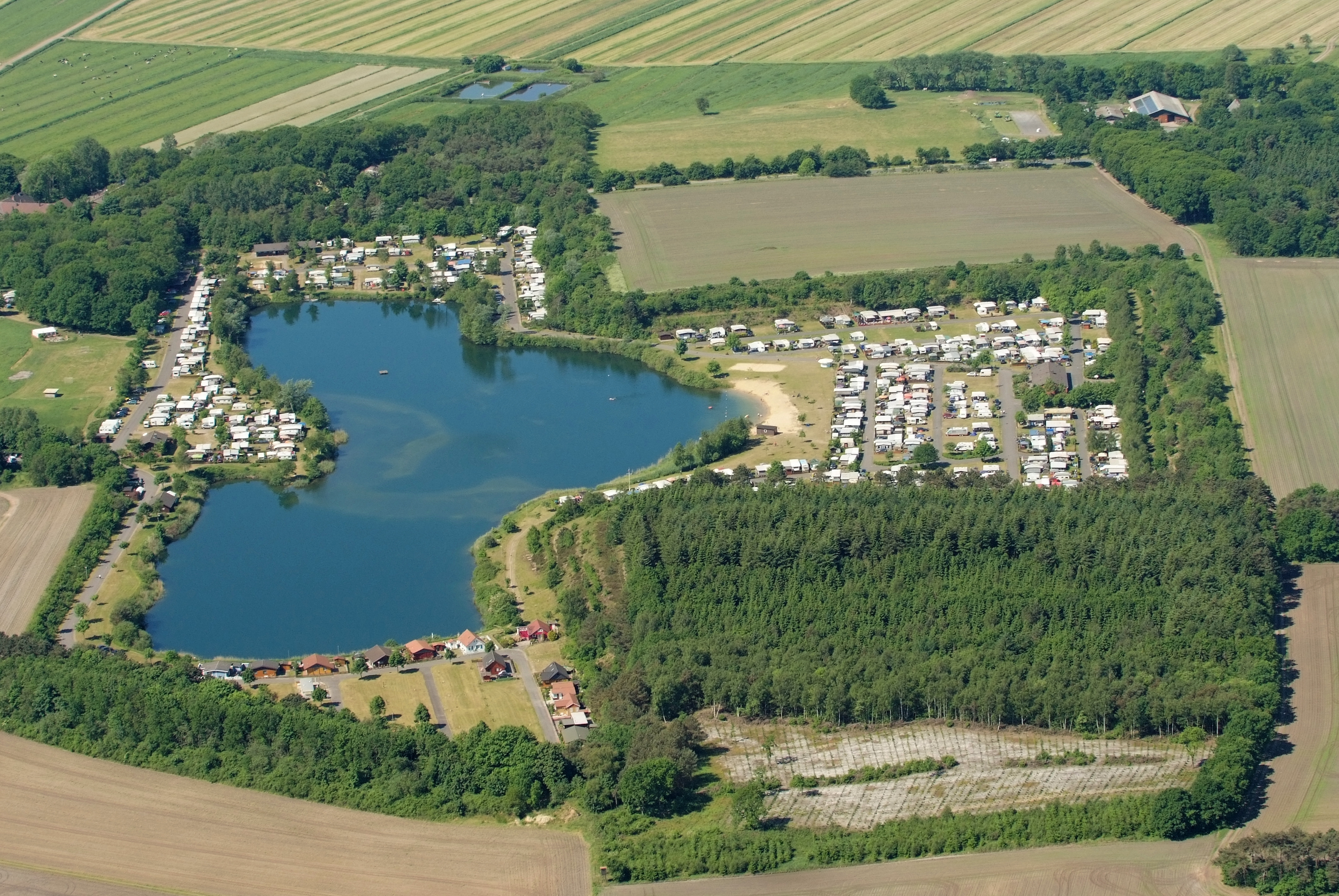
Recreatieterrein Kransburger See (mei 2012)
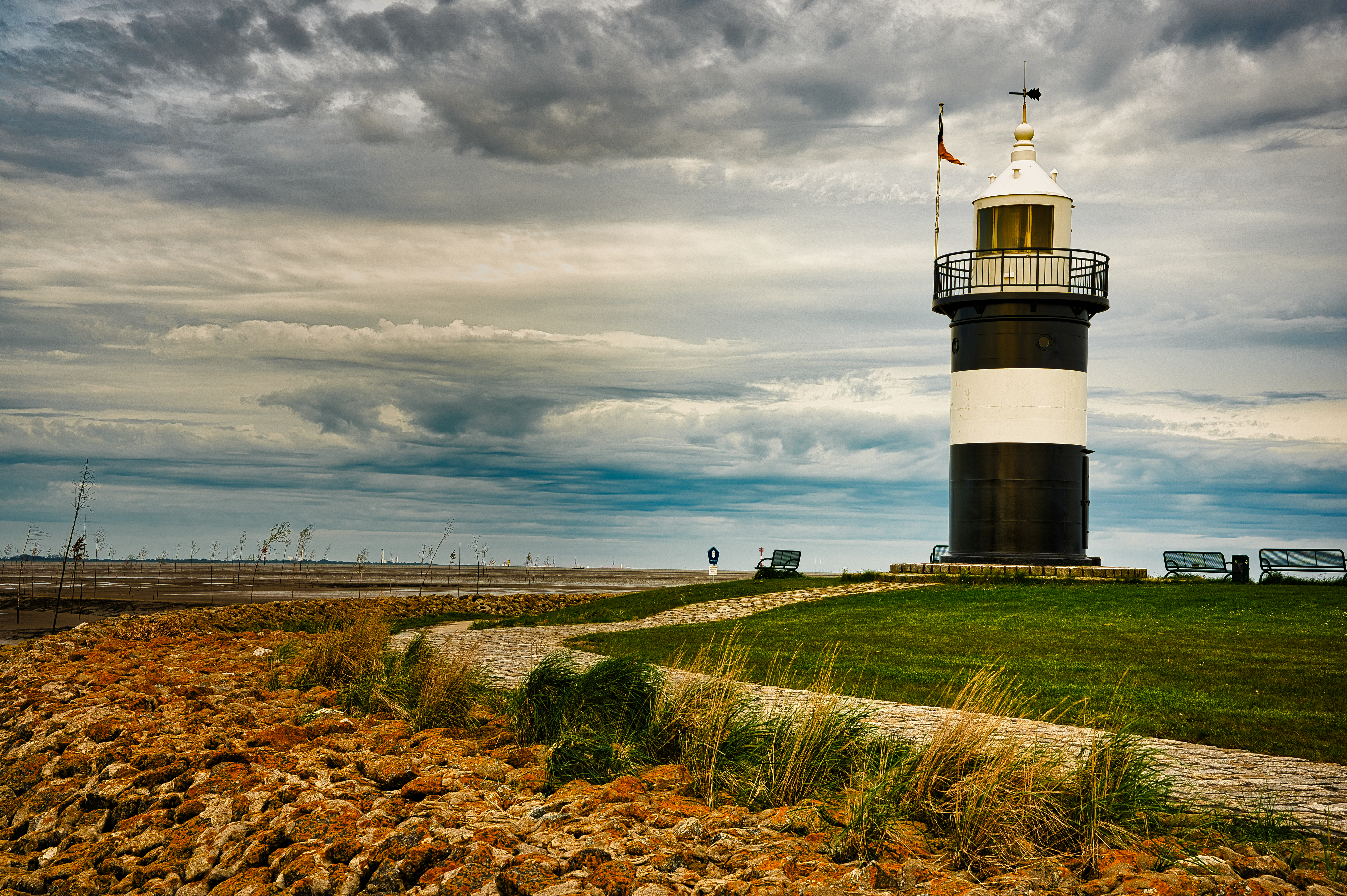
Vuurtorentje Kleiner Preuße bij Wremen

## Partnergemeentes
Wurster Nordseeküste onderhoudt sedert 2005 een jumelage met Ploeren, in Bretagne, Frankrijk.

## Belangrijke personen in relatie tot de gemeente

### Geboren in het gemeentegebied van Wurster Nordseeküste
- Tjede Peckes (geboren omstreeks 1500 in Padingbüttel-Oberstrich; gesneuveld op 23 december 1517 bij Wremen, in de Slag bij het Wremer Tief) Wurstfriese vrijheidsstrijdster; in de regio wel met Jeanne d'Arc vergeleken. In het gebouw van het Deichmuseum te Dorum staat een standbeeld van haar.
- Vincent Lübeck (Padingbüttel, september 1654 - Hamburg, 9 februari 1740), componist uit de barok
- Johann Georg Repsold (geb. op 19 september 1770 in Wremen; overl. op 14 januari 1830 in Hamburg), instrumentenmaker voor de sterren- en landmeetkunde, oprichter van een belangrijke werkplaats te Hamburg, waar astronomische instrumenten van goede kwaliteit zijn geproduceerd. Omdat hij omkwam tijdens het blussen van een brand, zijn verscheidene blusboten van brandweerkorpsen in de regio naar hem genoemd.
- Bernhard (vanaf 1864 von) Langenbeck, (geb. op 9 november 1810 in Padingbüttel; overl. op 29 september 1887 in Wiesbaden), vooraanstaand chirurg; in juni 1878 opereerde hij met succes keizer Wilhelm I van Duitsland na een op de monarch gepleegde moordaanslag.
- Sophus Ruge (1831 in Dorum - 1903 in Klotzsche bij Dresden), geograaf
- Karl Olfers (geb. op 14 april 1888 in Dorum; overl. op 22 april 1968 in Cuxhaven), SPD- politicus, van grote betekenis voor de stad Cuxhaven.

### Overigen
- Hugo Eckener (1868-1954), in de Eerste Wereldoorlog instructeur van zeppelin-piloten te Nordholz
- Hans Aust (* 27 januari 1926 in Dornbusch; † 5 oktober 1984 in Bad Bederkesa), de belangrijkste archeoloog in de regio in de periode 1960-1980; hij was daarnaast geruime tijd onderwijzer te Dorum.

## Trivia
Deze streek is bekend om de vele sagen en legenden, die er verteld worden. Eén van de meest bekende daarvan, die ook in Noord-Nederland varianten kent, luidt als volgt:
Er was eens, tussen Dorum en Dorum-Neufeld, een boer, die de naam Pecke droeg. Zijn vrouw heette Sille. Zij waren erg rijk, maar ook gierig en hardvochtig. Bij het strandjutten, samen met hun buren aan de Waddenzeekust, namen zij meer mee, dan hun volgens het ongeschreven gewoonterecht toestond.  Op een nacht vonden zij in het slik een grote, dikke paling. Die had een gouden kroon op zijn kop en een grote, zilveren armband om zijn staart. Daar is de Aalkönig, riep Sille. Zo'n lekkere, vette, grote paling wilden zij graag voor de zondag wel als diner. Hoewel Koning Aal vroeg, hem in leven te laten -zelfs de kroon en de zilveren armband mochten Pecke en Sille behouden- sneden ze de vis de kop af. Terstond stak een verschrikkelijke storm  op. De dijk brak door. De gehele boerderij , ook Pecke en Sille zelf en hun vee, verzonk in een diep gat. Deze kolk, het Schwarze Wehl, Zwarte Weel, bestaat nog steeds. De natuur eromheen is mooi, en veel jongens en mannen komen er graag om te hengelen, vaak met succes. Of er nog wel eens palingen worden gevangen, vermeldt het verhaal niet. Een afbeelding van de Aalkönig is op verscheidene plekken in Dorum en omgeving te zien; een sculptuur ervan ligt, naast een zitbank, langs de kolk.